# A Kárpát-medence településföldrajza a 13. századig
A Kárpát-medence sajátságos földrajzi egység Európa közepén. Magashegységekkel három oldalról körbevett, negyedik oldalán nagy folyók által határolt szabályos alakú térség, ami már az ember (Homo sapiens) legkorábbi időszakaiban is lakott volt. Földrajzi adottságai által kialakult településhálózata az ókor óta folytonosan fejlődik. A fejlődés azonban több alkalommal megakadt vagy megszakadt, ebből is a tatárjárás időszakának alig kétéves pusztítása volt a legnagyobb hatású.
A Kárpát-medencei településfejlődés három nagy korszakra oszlik, amik nem követik a kronológia hagyományos történeti felosztását (ős-, ó-, közép- és újkor), hanem attól teljesen függetlenek. A térség benépesítése és az itt lakó emberek települései az őskortól a hunok koráig töretlen fejlődést mutatnak. A hunok korában gyakorlatilag megszűnt a településhálózat, amit a későbbi népek lassanként újraépítettek, ennek része volt az Árpád-kor eleje is. A 13. században azonban a tatárjárás nemcsak a népesség pusztulásával járt, hanem a településhálózat újabb összeomlásával. Ennek mértéke azon a tényen mérhető fel, hogy a Kárpát-medence egyes részein (például az Alföld) a településsűrűség és a lakosságszám csak a 18–19. században érte el újra a 13. századi szintet. A tatárjárás erős etnikumváltozást okozott, ami a városok és falvak jellegzetességeiben is megmutatkozik.

## Honfoglalás előtti települések
Egy tájegység településhálózatát alapvetően meghatározzák a nyersanyaglelőhelyek és a közlekedési viszonyok. A Kárpát-medence nyersanyagait a geológiai történet határozza meg.

### Őskor
A paleolitikum elejét két lelőhely képviseli, Vértesszőlős és Királyháza. A népesség a középső paleolitra megnőhetett, mivel a Pilis hegységben több lelőhely, míg a Bükk-vidéken egész lelőhely-góc található.
A felső paleolitban a korábbi környékek mellett néhány dunántúlival és dél-magyarországival bővült az emberi településterület, sőt Erdélyben is megjelent, a kolozsvári lelőhely képviseli. A bányászat primitív formái már a neolit korban megfigyelhetők a Kárpát-medencében. Az itt élő csoportok vasokker festéket (Lovas) és kőszerszám alapanyagokat, például a jól pattintható obszidiánt (Zempléni-hegység) termeltek ki és cserélték tovább. Nagy földrajzi elterjedésű eszközkultúrák alakultak ki, amik közül a késő gravetti kultúra, a késő magdaléni kultúra, a körös-starčevoi kultúra, a dunántúli és alföldi vonaldíszes kerámia kultúrája (lásd Nagykozár, Vágsellye), a vinča–tordosi kultúra, a lengyeli kultúra, a bükki kultúra és a Tisza-kultúra (Herpály, Tiszapolgár, Csőszhalom) említendő. Ezek részben egymást átfedő területen, részben időben egymás után alakultak ki a Kárpát-medence akkoriban lakott részein.
A réz- és bronzkor népei megkezdték a felszíni só- és ércelőfordulások kitermelését. Az egyik legfontosabb ilyen bánya a kelták által a későbbi Selmecbányán kiaknázott felszínre bukó ezüsttelér volt. A vaskorban a keleti hallstatti kultúra már majdnem a teljes Kárpát-medencére kiterjedt, az i. e. 2. századra pedig a kelták népesítették be, akik északnyugat felől érkeztek.

### Ókor

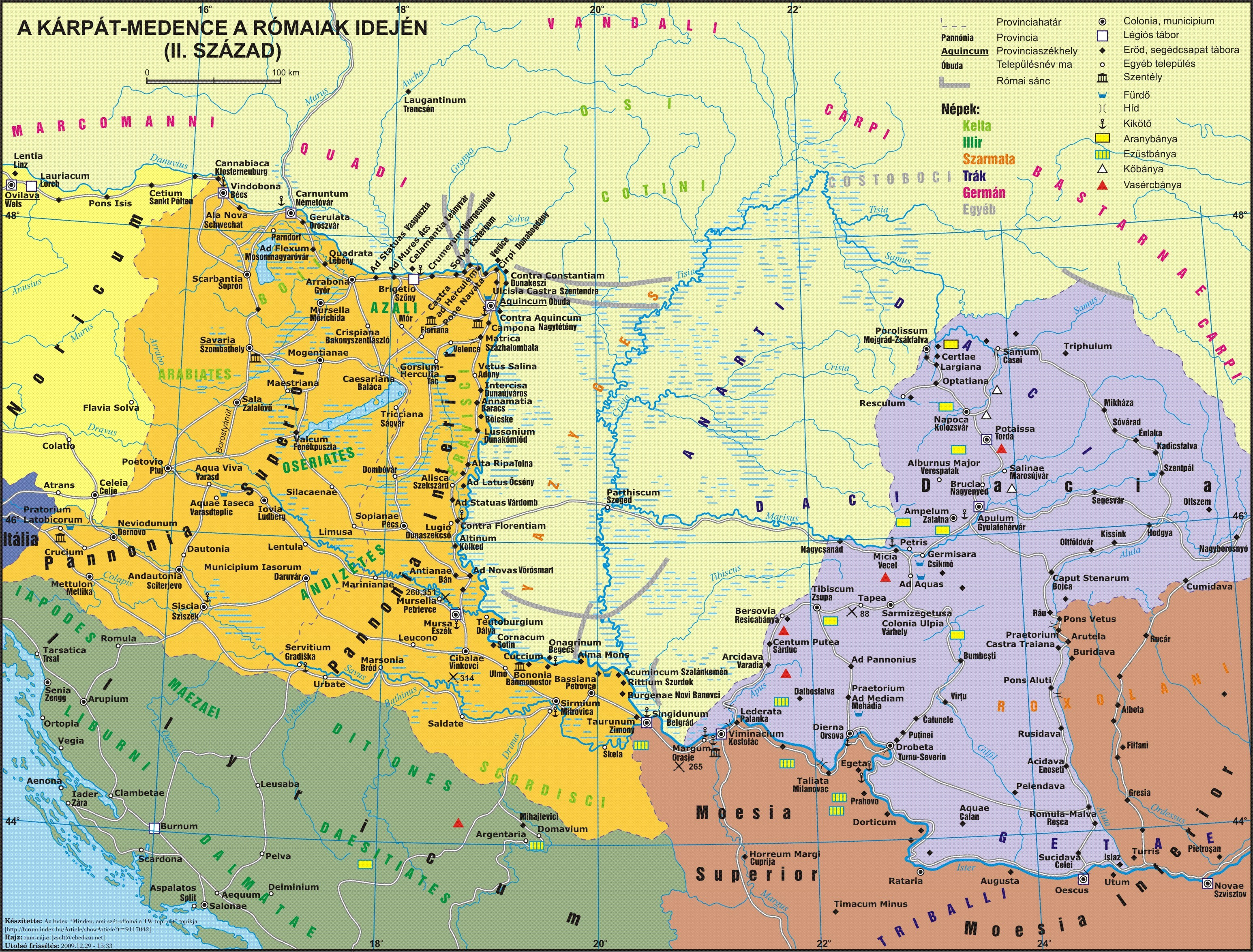
Pannonia térképe a 2. században

A Kárpát-medence a rómaiakkal lépett be a régészet kizárólagos tárgyköréből a történelembe. A rómaiak nem a Kárpát-medence természetes, jól védhető határait szállták meg, hanem „leragadtak” a Dunánál. A Duna Pannonia elfoglalásától egészen a hunok idejéig határ maradt, és csak helyenként és rövid időre lépték azt át. Az egyik ilyen alkalom Dacia leigázása, ahol rövid idő alatt megkezdték a vas, ezüst, arany és építő-, díszítőkő bányászatát (Centum, Potaissa, Napoca, Apulum, Micia, Tibiscum, Porolissum stb.).
Római települések típusai: katonai tábor, colonia, municipium, cannabae, civitas peregrina és belső erődített telep.
- Katonai tábor – téglalap alaprajzú állandó telep, melyet falak vettek körül, ezen belül szigorúan meghatározott alaprajz jellemzi.
- Colonia – telepítéssel létrejövő, tervezett település. Hadrianus után már nem alapítottak újabb településeket, a colonia megjelölés ranggá vált, melyet meglévő településeknek adtak.
- Municipium – városi rangú spontán létrejött település.
- Cannabae – katonai táborokat kísérő, nem városi rangú település, a tábor kiszolgálására szolgáló ipari, kereskedelmi tevékenység színhelye, valamint a katonák családjai is itt éltek. Elsősorban a territorium legionis környékén fordul elő, de néha auxiliaris táborokhoz is csatlakozik.
- Civitas peregrina – bennszülött települések, ahol a lakosság nem polgárjogú, bár az egyes személyek polgárjoga nem befolyásolja a település jogállását.

Az erődített telepekből Pannóniában mindössze öt van, vitatott a kialakulásuk menete és jogállásuk. A provinciában összesen 23 városi jogú municípium és colonia volt. Számuk lassan növekedett, majd ezekhez csatlakozott Dacia provincia 9 colonia-rangú települése.
Colonia és municípium:
1. Dacia Porolissensis
- Potaissa (Torda) − arany- és vasércbánya
- Porolissum (Zsákfalva) − aranybánya
- Ampelum (Zalatna) − aranybánya
- Napoca (Kolozsvár) − aranybánya

2. Dacia Superior (Apulensis)
- Apulum (Gyulafehérvár) − kőbánya
- Sarmizegethusa (később Colonia Ulpia vagy Ulpia Traiana, Várhely) − korábbi dák fejedelmi központ
- Tibiscum (Zsuppa) − aranybánya

3. Dacia Inferior (nem tartozik a Kárpát-medencéhez)
- Romula Malva (Reşca) − határátkelő
- Drobeta (Turnu Severin) – határátkelő (Vaskapu-szoros)
- Dierna (Orsova) − határátkelő, kikötő

4. Pannonia Inferior (2. században) − Moesia Prima, Pannonia Secunda, Valeria (3. század)
- Singidunum (Belgrád) − határátkelő, kikötő
- Bassiana (Petrovci)
- Sirmium (Mitrovica) – kikötő
- Mursa (Eszék) − kikötő
- Sopianae (Pécs)
- Aquae Belisae (Daruvár)
- Aquincum (Óbuda) − kikötő, átkelő

5. Pannonia Superior (2. század) − Savia, Pannonia Prima, Noricum (3. század)
- Iovia
- Siscia (Sziszek) − kikötő
- Andautonia (Šćitarjevo)
- Mettulon (Metlika)
- Neviodunum (Dernovo)
- Poetovio (Ptuj) − hágó
- Sala (Zalalövő)
- Savaria (Szombathely)
- Scarbantia (Sopron)
- Mursella (Mórichida)
- Arrabona (Győr) − kikötő
- Carnuntum (Petronell-Németóvár) − kikötő, átkelő
- Vindobona (Bécs) − kikötő

A római településhálózat viszonylag jól ismert, ami annak köszönhető, hogy az úthálózat jól követhetően fennmaradt a késői korokban, sőt a későbbi utak sok esetben a római utak nyomvonalát követték, leginkább azok jó minősége miatt. Ilyen módon több olyan római kori településnek is nyomára lehetett akadni, amikről írásos említés nem ismert. Daciában például a limes Ansalutanus nevű út mentén, majd annak folytatásában a caucus törzs területén áthaladó, és Samum, majd Napoca felé tartó út mentén sorakozó települések egyikének sem ismert a neve, de római kori maradványokat legalább 16 településen találtak (például Mikháza, Sóvárad, Nagyborosnyó, Rucăr).
A településhálózat nagyobb része a régészet mai állása szerint a fő közlekedési utak mentén települt. Az utak két fontos szempont szerint alakultak, egyik a hadászati jellegű (a felvonulási utak), legfontosabb volt ezek közül a limesút, a másik a gazdasági, ami a bányavárosokat és kereskedőközpontokat kötötte össze. Pannonia provinciában az elsőre példa a limesút, a másodikra a már akkor is ősi borostyánút vagy az Aquileiát Aquincummal összekötő út, az itáliai Via Postumia folytatása. Dacia provinciában a második típus volt jellemzőbb, szinte minden fontosabb útvonala a nyersanyaglelőhelyeket köti össze egymással és a kereskedelmi utakkal, amik kikötőkhöz vezetnek. A szárazföldi nyersanyagszállításnak gyakorlatilag egyetlen útja volt, az Apulumból induló és Contra Florentiam (Dunaszekcső közelében) dunai kikötőjénél véget érő út. Ez azonban a mai Nagycsanádnál elhagyta a római ellenőrzésű területet, Parthiscum településnél (Szeged) lépte át a Tiszát, és a két provincia között az anartiusok és jazigok területén haladt el, függően a nem mindig barátságos „barbárok” jóindulatától, kockáztatva a szállítmány épségét.
A települések a hosszabb időre rögzülő határ mentén voltak a legsűrűbbek, ez pedig a Kárpát-medencében a Duna vonala volt. Itt sorakozott a négy légió tábora is (Vindobona, Carnuntum, Brigetio és Aquincum).
A korról felbecsülhetetlen értékű adatokkal szolgál Sztrabón Geógraphikája, amely az i. e. 1. század második felében íródott, és bár sok helyen csak szóbeszédekre alapoz, alapvető forrás. A VII. könyvben Illíria és Pannonia, a iapodok, liburnok és dalmaták leírása mondhatni „hézagpótló”.
A következő néhány száz év sokkal homályosabb. Mindenesetre a germán és kelta népek kavargásának az avar birodalomalapítás vetett véget, akik az elkövetkező néhány évszázadban a népesség zömét alkották a Kárpát-medencében. Az avar korral azonban az etnikumokat körüllengő homály még nem oszlik el.

### Kora középkor

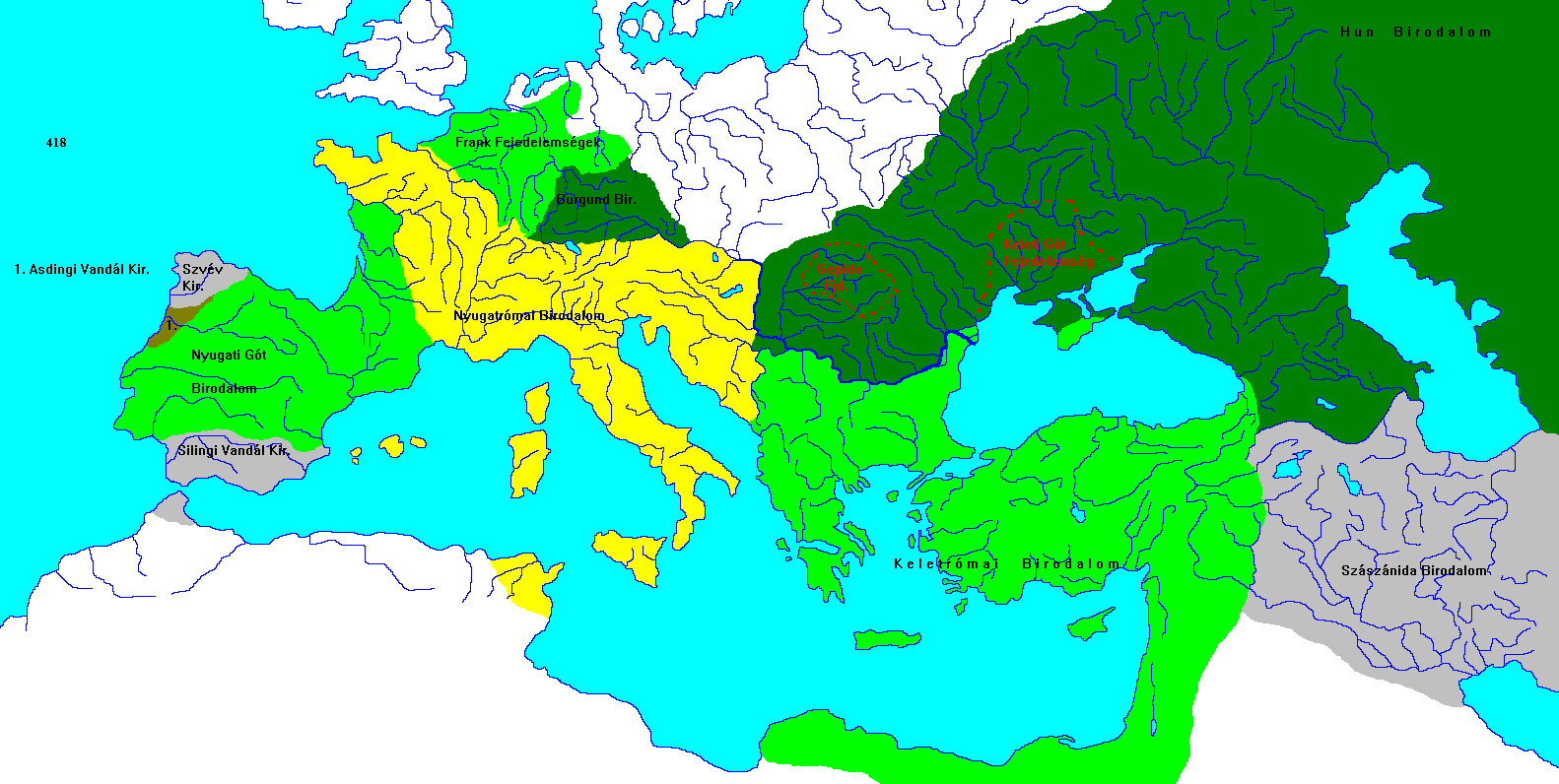
Európa 418-ban

Az avar korig terjedő kora középkori településhálózatról meglehetősen gyér ismereteink vannak. A magyar honfoglalásig terjedő időszak négy nagyobb szakaszra osztható:
- népvándorlás és hun kor – 395-455;
- gót kor – 456-473;
- longobárd-gepida kor – 6. század;
- avar kor – 567-895

#### Népvándorlás és hun kor
A népvándorlás korában a Kárpát-medence nagyon sok népnek, néptöredéknek és törzsnek adott otthont hosszabb-rövidebb időre. Ezek közül kiemelkedő jelentőségűek a vandálok és a gepidák, akik a későbbiekben is államalkotó népességet alkottak. 401-ben a keleti gótok is átvonultak Erdély déli részén, majd 408-ban a hunok fennhatósága alá került a teljes Kárpát-medence a Szávától az Alpokaljáig.
A hunok 455-ig tartózkodtak a Kárpát-medencében. Ebből az időből települések se nagyon ismertek, nemhogy a településhálózat. A Kárpát-medence nyugati felén, a volt római provincia területén néhány város továbbra is lakott maradt, de népessége jórészt lecserélődött, lakosaik száma jelentősen csökkent. A lakott római városok közül jelentős Vindobona (Bécs), Savaria (Szombathely, amit 456-ban földrengés pusztított el), Poetovo (Ptuj) és Sopianae (Pécs mellett). A Kárpát-medence északi és keleti részein, valamint a központi Nagyalföldön állandó településeknek nincs nyoma, még a hun fejedelmi központ is ismeretlen. A volt Dacia provinciában egyetlen római város sem maradt fenn, egyrészt már Hadrianus kiürítette a provinciát, másrészt a hun korban a római városok helyiek által lakott maradékai is teljesen elnéptelenedtek. A keleti gótok és a hunok elvonulásával a gepidák vették birtokba a területet.

#### Gót kor
A gót korszakban a Kárpát-medencében államiság csak a Dél-Dunántúlon létezett, a Velencei-tó–Balaton vonalától délre. Ez az ország a keleti gótok állama (Illyricum-Pannoniai Keleti Gót Királyság), és ezen a területen találhatók az utolsó fennmaradó római városok, mint például Sopianae. Az államiság nélküli területeken a vándorló népek sorban pusztították el a településeket, amiket már senki sem védett. A megszűnő városok már nem népesültek újra.
A falvak és a falusi életmódra váltó, megfogyatkozott népességű korábbi városok elszigetelődtek egymástól.

#### Avar kor
„Annak megválaszolása, hogy kik éltek a 9. századi Kárpát-medencében, nem tartozik a könnyű feladatok közé…” Ahogy Kristó Gyula is felsorolja, az összeroppanó avar birodalmat a Dunántúlon a frankok, Bácsban és Erdélyben a bolgárok, Nyitrában a morvák, a Drávától délre meghatározatlan nemzetiségű, de szláv etnikumú állam, az Adriánál pedig a horvátok váltották fel, míg Kristó megengedi, hogy avar maradványok legyenek a Dunától keletre. Ezzel a listával azonban alapvető gondok vannak. A frank végekről csak néhány Ottó-kori forrás beszél, régészeti nyoma nincs. Ezzel szemben az avar régészeti anyag töretlen – nemcsak a honfoglalásig, hanem még azután is.
Erős vita folyik Morávia kapcsán. A nyitrai Morva-medence valószínűleg egy morva állam központi területe. „Fénykorában ennek fennhatósága mélyen benyúlt az Alföldre”, és ez lenne a „Nagy-Morávia”. Moravia Magnát Konsztantinosz Porphürogennétosz emlegeti, de ő azt mondja, hogy ez a terület a Szerémség és a Morva folyó között van. Ha ez az állam a Morva-medencei lenne, akkor nemcsak az Alföldig, hanem észak-déli irányban a Szerémségig kellene húzódnia, és egy akkora területű, jelentőségű és befolyású államról kellene beszélni, amilyennek sem írásos, sem régészeti nyoma nincsen. Egyesek emiatt tagadják Konsztantinosz szavahihetőségét. A cseh történészek ezzel szemben szó szerint veszik és a Morva-medencétől a Szerémségig terjedő birodalomról beszélnek. A paradoxon feloldására született elmélet szerint a Duna jobb partján, a Szerémségtől keletre is van egy Morva nevű folyó, amely a konsztantinoszi Moravia Magna keleti határát adná. Ez egy déli morva fejedelemség volt, függetlenül a nyitrai morváktól.
A „Bajor Geográfus” merehanus és marharius néven említett népeit morvaként határozzák meg, de általában nincs magyarázat arra, miért van két nevük. Kapcsolat lehet a Morva-folyó latin Marus alakja, valamint a Maros-folyó latin Marisus alakja és a morva törzsnév között. Az utóbbi – vagyis a Maros – nevét pedig már a morvák vihették tovább a latin Margus folyóra, amely ma a Morava.
A Kárpát-medence honfoglalást megelőző etnikumaira nézve Kristó Gyula és Györffy György képviselik a két ellenpólust. Kristó szerint csaknem kizárólag szlávok éltek itt, Györffy szerint viszont a szlávok csak elenyésző számban, és a Kárpát-medence külső peremét (a gyepűvidéket) leszámítva sehol sem összefüggő tömbben éltek. Nem voltak frankok sem, vagy más germán népek leszámítva a közülük egyedül adatolt dunántúli gepidákat. Tulajdonképpen csak az avar marad, illetve délen némi bolgár befolyás. Kristó Gyula ezzel szemben azt állítja: „a legcsekélyebb mértékben sem gondolhatunk arra, miszerint az avar birodalom fennállásának utolsó szakaszában (…) ez a nép döntően avar lett volna”. A szláv népek telepedésével kapcsolatos fenti megfigyelések azt mutatják, hogy az avarok minden szláv népet, mellyel találkoztak, gyepűvédelemre telepítettek a Kárpát-medence peremére, ráadásul kettéosztva őket, hogy katonai erejük minél kevesebb veszélyt jelentsen a kaganátusra nézve. E telepítéspolitika pedig igen hasonlít a rómaira, csak nyilván kisebb területet fog át.

## Magyar kor

### Árpád kor eleje – 895-1000

#### Az Árpád kor hegy- és vízrajza
A Kárpát-medence domborzati viszonyait a Kárpátok ívének kiemelkedése óta csak a víz alakította. A hegységképződés leállt, tektonikus mozgások csak a Balaton-Darnó vonalra korlátozódtak. A kárpát-medencei beltenger feltöltődésével előálló geomorfológiai helyzet az Árpád-korig változatlan, és a nagy folyamszabályozások koráig az is maradt.
Változatos térszínt találtak itt eleink. Magashegység, amely szelídebb, mint az Alpok, mégis jó védelmi vonal. A hegység részei között könnyen járható, hágónak alig nevezhető kapuk vannak, melyeken keresztül a kereskedelem akadálymentesen bonyolítható a környező országokkal. Erdélyben a köztes magasságú és az alacsony Dunántúli- és Északi- középhegység, valamint a Mecsek az erdőgazdálkodást, hegyi pásztorkodást, bányászkodást és a kertes földművelést tette lehetővé. A dunántúli dombvidék gyakorlatilag minden élelemtermelő tevékenységre alkalmas. A gazdag töltéstalajú síkvidékeken a monokultúrás szántóföldi termelés is megvalósítható. A Duna–Tisza köze homokjain termő legelők a nagyállattartásra kiválóak. Sok gondot okozott azonban a Fertő tó, a Kisalföld, a déli Duna, valamint a Nagykunság környékén elterülő összefüggő mocsárvilág. A mocsarak kisebb mélyedésekben alakultak ki, ahonnan a víz nem tudott elfolyni, vagy az árterületen, ahol két áradás közt nem száradt ki a talaj. Az áradások önmagukban is – egészen a gátépítések, a folyamszabályozás koráig – jelentős károkat okoztak, hiszen a minimális lejtésű síkvidékeken kis vízszintemelkedés is teljesen elárasztja a terepet. A folyóvizek viszont a hajózást segítették, bár csak belföldi viszonylatban. Egyfelől azért, mert szinte minden folyónk a Kárpát-medencén belül eredt, másfelől azért, mert a Dunán dél felé jelentős akadályt képzett a Vaskapu hírhedt szorosa. A Duna csak nyugat (Bécs) felé nyitott kaput a nemzetközi forgalomnak.
Mindezek determinálták a településszerkezetet is. A kora-Árpád-korban nem alakult település a magashegységekben, az összefüggő legelők körzetében és a mocsaras-árvizes területeken. Viszonylag kis sűrűségű településhálózat alakult a művelhető síkságokon, mivel itt ún. „nagyhatárú” falvak alakultak ki. Egészen sűrű településhálózat jött létre viszont a középhegységi és dombvidéki területeken. Igen korán megfigyelhetők a tájegységeket elválasztó vonalak (vásárvonal) mentén kereskedelemre, piacozásra specializált települések, melyek a különböző jellegű termények (szántóföldi, kerti növények, gyümölcsök, állati termékek) tájegységek közti cseréjét bonyolították. A szinte kizárólagos naturális gazdálkodás miatt a kereskedővárosok másik típusa – amelyik a jelentős kereskedelmi útvonalak mentén helyezkedik el – egyelőre nem reprezentálta magát.
Mindezektől teljesen eltérő jellegűek az „őrvidékek” telepei és a „kapuvárosok”. Őrvidékek a határőrizeti részeken, a gyepűk innenső oldalán alakultak ki, a kapuvárosok pedig egy-egy határátlépésre földrajzilag alkalmas „kaput”, vagyis szorost, hágót, vízi útvonalat ellenőriztek. Gyakorlatilag ezek váltak az első kereskedővárosokká is – nem feltétlenül kaptak városi privilégiumokat, ám de facto azok voltak, mint Kapuvár, Pozsony, Hunyad, Ungvár, Sárvár, Temesvár. Kapunak nevezték eleink továbbá az egyszerű határátkelőket is. Érdekes példája ennek a Marost északról szegélyező gerinc déli és északi felén sorakozó Kapus, Lövér, Hidas és Őr (vagy hasonló) nevű falvak. Ezek alapján állítják egyesek azt, hogy ez az erdélyi Gyula fejedelemségének és I. István Magyarországának határvonalát szegélyezték két oldalról.
A 10. század folyamán már két jelentősebb és néhány kisebb vastermelő körzet alakult ki: az egyik nagyobb a nyugat-dunántúli Vasvár központtal, a másik a Borsod megyei Vasvár (a mai Ózd) és tágabb környéke. Az Árpád-korban nagy részben e két körzet fedezte az ország nyersvas szükségletét. Más nyersanyagok bányászata is megkezdődött, részben a felszínen, vagy a felszínhez közel találhatóak, illetve az ókor folyamán megkezdett és felhagyott bányákban. Elsődleges gazdasági értéke a sónak volt, amely a korai időkben a pénzt is helyettesítette.

#### A törzsneves települések
A 18. században figyeltek fel először arra a tényre, hogy a Kónsztantinosz Porphürogennétosz által említett magyar törzsnevek kivétel nélkül megtalálhatók a helynévanyagban. Katona István 1778-ban adta ki hosszú című (Historia critica priorum Hungariae ducum, ex fide domesticorum et exterorum scriptorum concinnata) négy kötetes munkájának első kötetét, melyben erről értekezik, majd a 19. század közepéig nem folytatódott a helynév-azonosítás. Ekkoriban Konsztantinosz szavahihetősége bizonyítékaként könyvelték el a tényt, ma azonban már tudható, hogy a hét általa említett törzs (ami egyébként nála is nyolc) mellett több mint még egyszer annyi féle egyéb törzsnév is van a helynevekben. A konsztantinoszi leírások talaján álló történészek az összes, nála nem előforduló törzsnevet a „kísérő népek” kategóriájába helyezték, mint töredék-, kisegítő-, csatlakozott-, vagy meghódított népelem. Eztán pedig elméleteket gyártottak annak megmagyarázására, hogy a források szerint jelentős szerepet játszó „egyéb” törzsek miért voltak mégis jelentéktelenek, és miért nem tartoznak a honfoglaló magyarok főerejéhez.

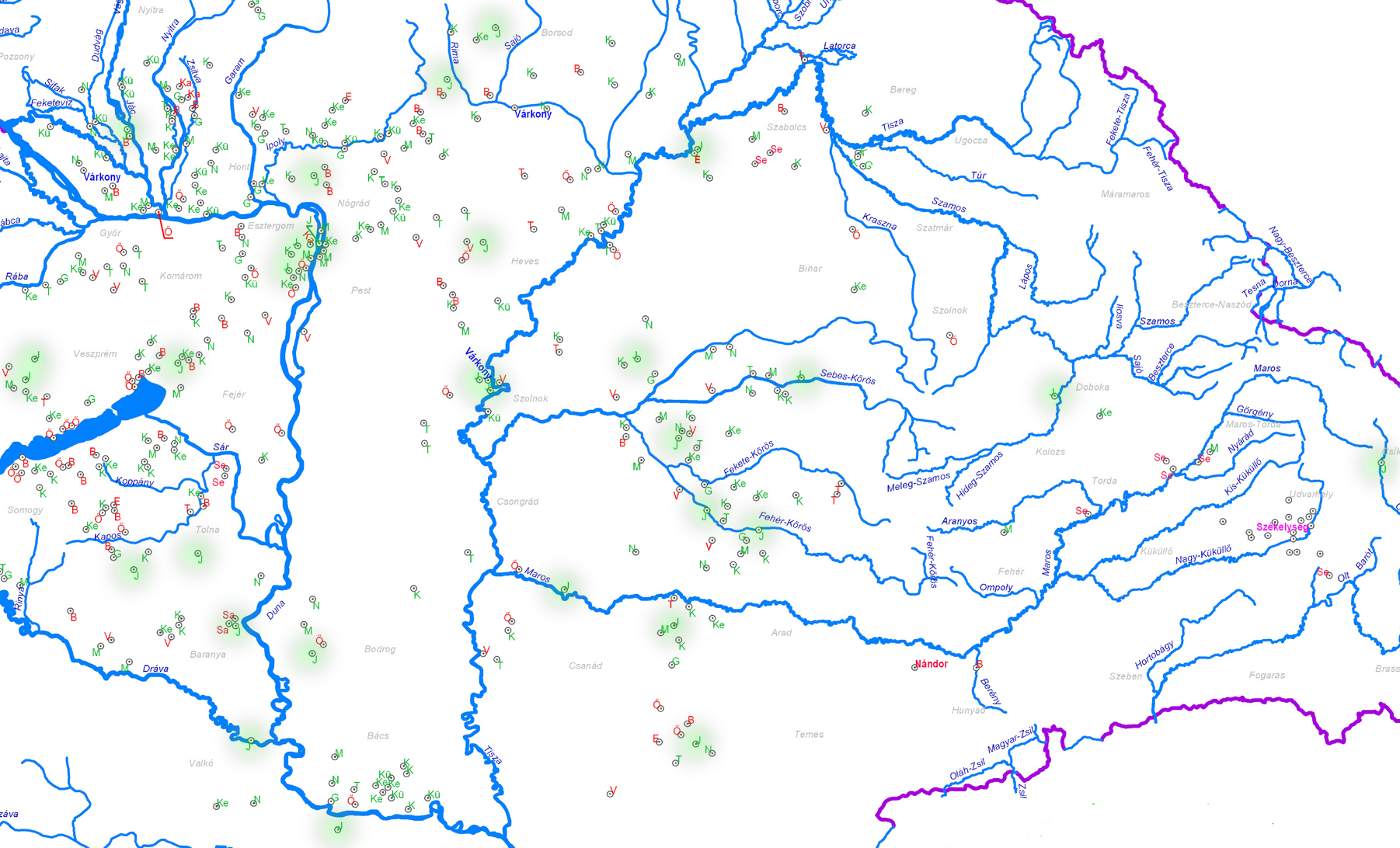
A jenő törzsnév elterjedése

A törzsneves települések vizsgálata elengedhetetlenül fontos a honfoglalókra vonatkozó bizonyos jellegű kérdésekben. Török Sándor objektív módszerrel dolgozva a „magyar” és „kabar” törzsek előfordulásait „számosította”, és a két elem arányszámára ugyanolyan értéket kapott. Figyelembe véve mindazt a bizonytalanságot is, amelyet a X-XII. századi helynevek nem kielégítő ismertsége okoz, kijelenthető, hogy a „kabarok” pontosan ugyanolyan jelentőséggel bírtak a honfoglaló népességben, mint a „hétmagyar”.
Önmagában a települések elhelyezkedése csak annyit mutat, hogy sehol sem lépik túl a magyar nyelvterületnek gondolt terület határait. Látszólag kaotikus, minden rendszert nélkülöző, szétszórt és kevert. Feltűnő, hogy a Duna-Tisza közén gyakorlatilag nincsenek települések, fehér folt. Ezt lehet a környék török idők alatti elnéptelenedésével és a falurendszer megszűnésével magyarázni, mindenesetre a török kor előtti időkből sincs ismert törzsneves település e tájon. Kézenfekvő lehet az a feltevés, hogy a nagyállat-tartásra kitűnően alkalmas területet eleink erre használták, ezért itt a 11-12. századig nem alakultak állandó települések, legfeljebb mozgók. Határozott góc észlelhető azonban a Körösök vidékén, ahol egyébként kisebb a település-sűrűség, mint az Északi középhegységben vagy a Dunántúli középhegységben, ezenkívül igazi góc csak a Pilis-Cserhát-Mátra térségében van.

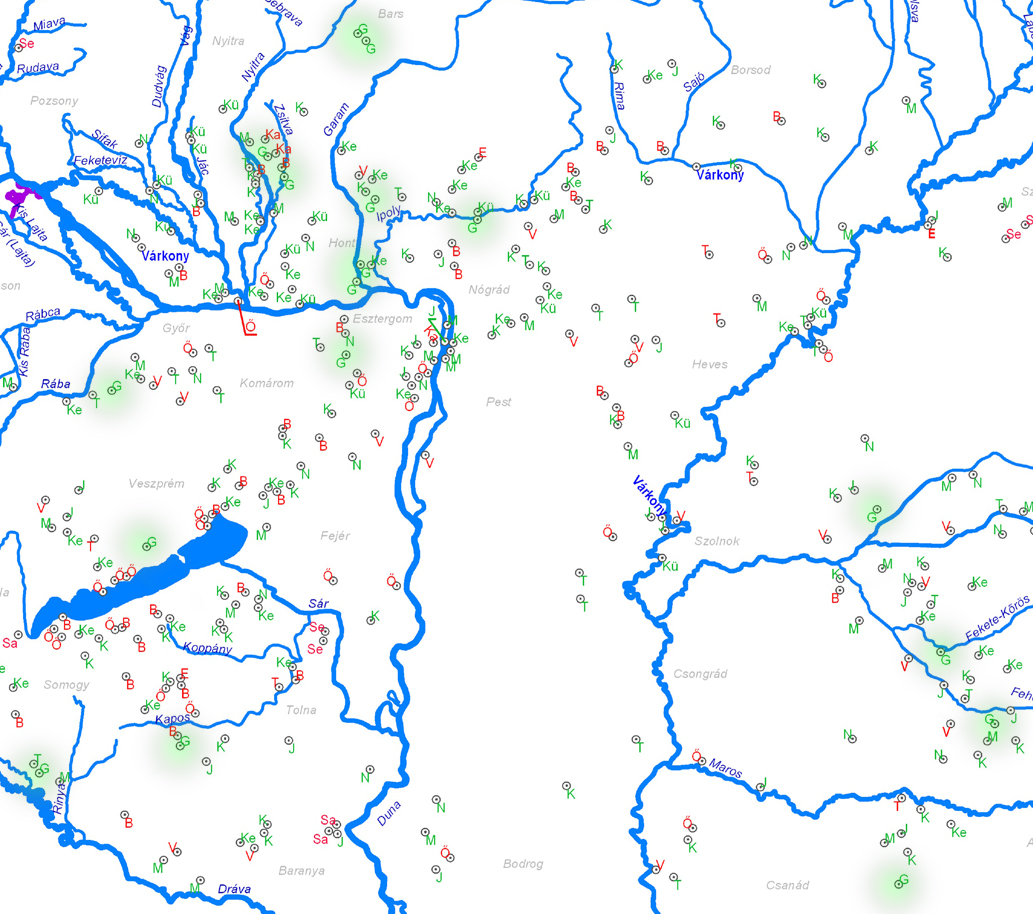
A gyarmat törzsnév elterjedése

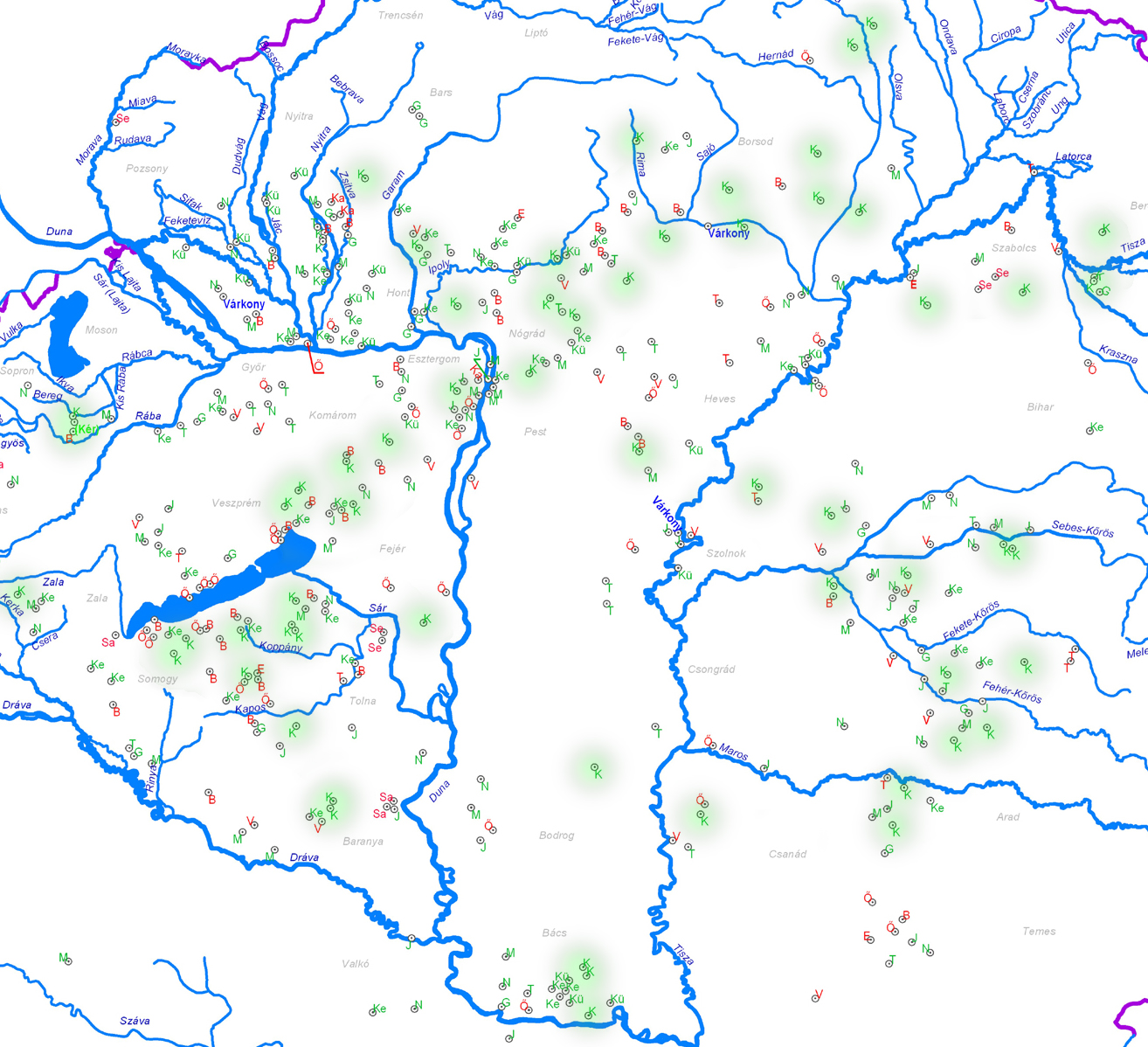
A kér törzsnév elterjedése

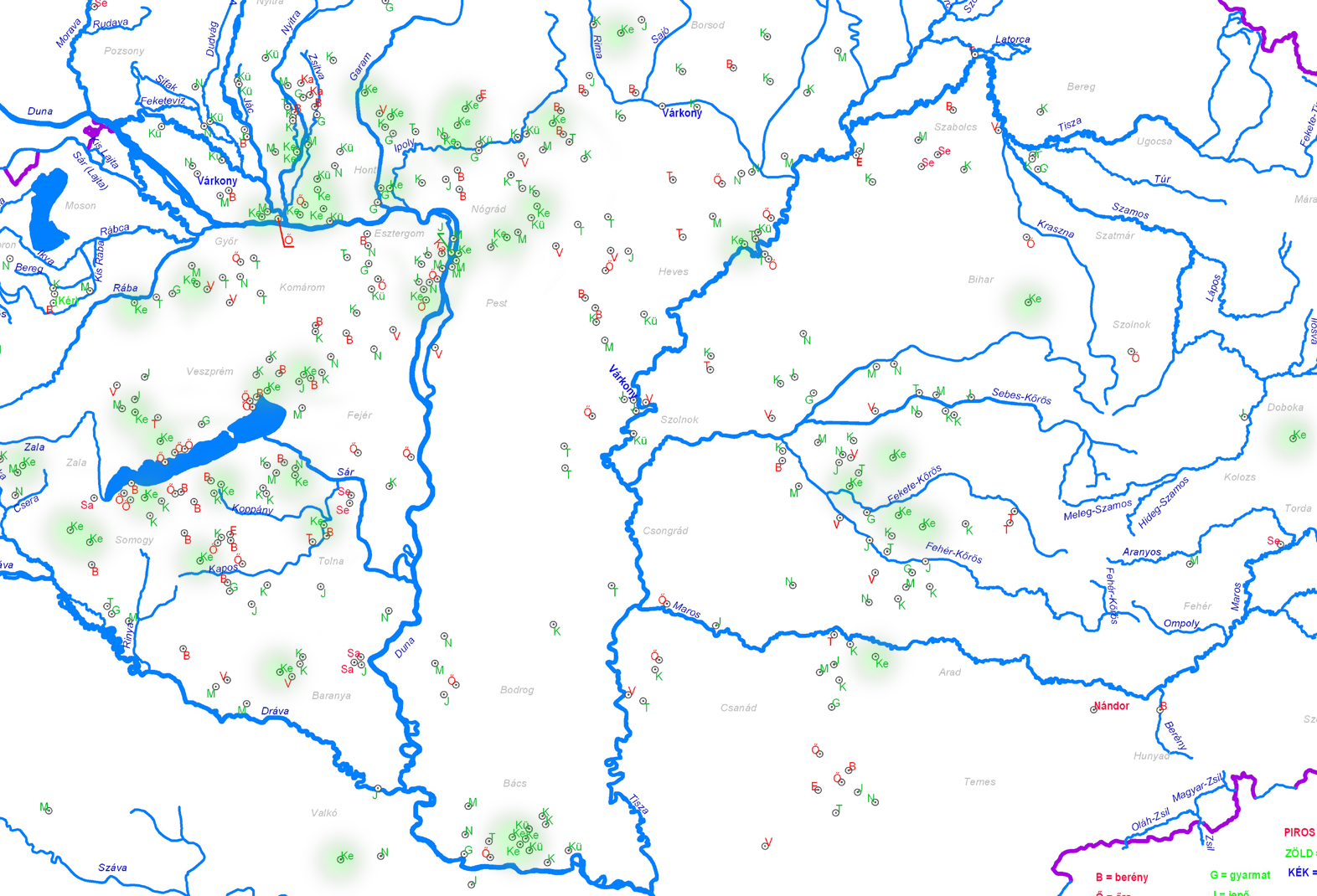
A keszi törzsnév elterjedése

Törzsneves településeinkből további következtetéseket csak úgy lehet levonni, ha egyenként szemléljük a törzsek előfordulását. Így már nem is olyan kaotikus a kép. A térképeken minden törzsneves helységet azonos átmérőjű, diffúz folttal került ábrázolásra. A gyarmat három nagyobb foltban, míg a jenő – amelyik egyébként legalább harmadával nagyobb darabszámban reprezentál – teljesen szétszórva, góc nélkül fordul elő. A keszi szinte beteríti a Dunántúlt, az Ipolyságot és a Mátrát, ezen kívül viszont csak a Fekete- és Fehér-Kőrös összefolyásánál alkot kisebb csoportot. A kér viszont – amely számban a legnagyobb előfordulású – keskeny sávban húzódik végig Baranyától Somogyon át a Vértes-Pilis-Mátra-Bükk vonalán, egészen a Tisza felső folyásáig, és nagy területet fed le a Körösök vidékén. A kürt az egyik legkisebb számú, mégis nagy területen fordul elő a középső Tiszavidéken, Bácsban, a Mátrában és a Kisalföldön. A tarján szintén kisszámú, mégis a Rábától a Pilisig, az Ipolyság, Cserhát és Mátra vidékén, a Körösöknél és az alsó Tiszán, Bácsban és a Szerémségben is ott van. A megyer, amely számban a közepesnél több, ráadásul névadónkként is tisztelhetjük, alig néhány kisebb – ráadásul elszórt – területen látható. A magyar törzsek összesített térképén a zöld különböző árnyalatai egyfajta település-sűrűséget jeleznek. A legsötétebb foltok a Dunakanyar környékén, a Körösvidéken, a Kisalföldön vannak. Jelentős góc Bács, Somogy, Zala, és a Bakony is. A többi területeken legfeljebb csak halványzöldeket láthatunk.

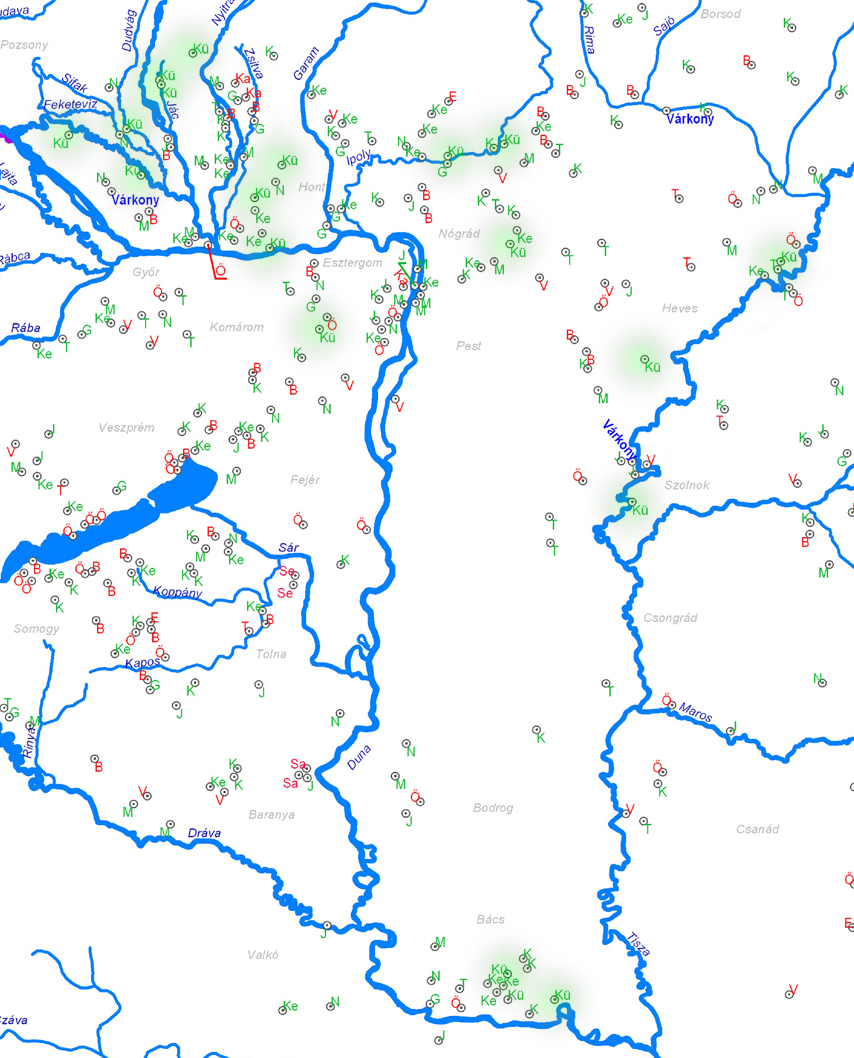
A kürt törzsnév elterjedése

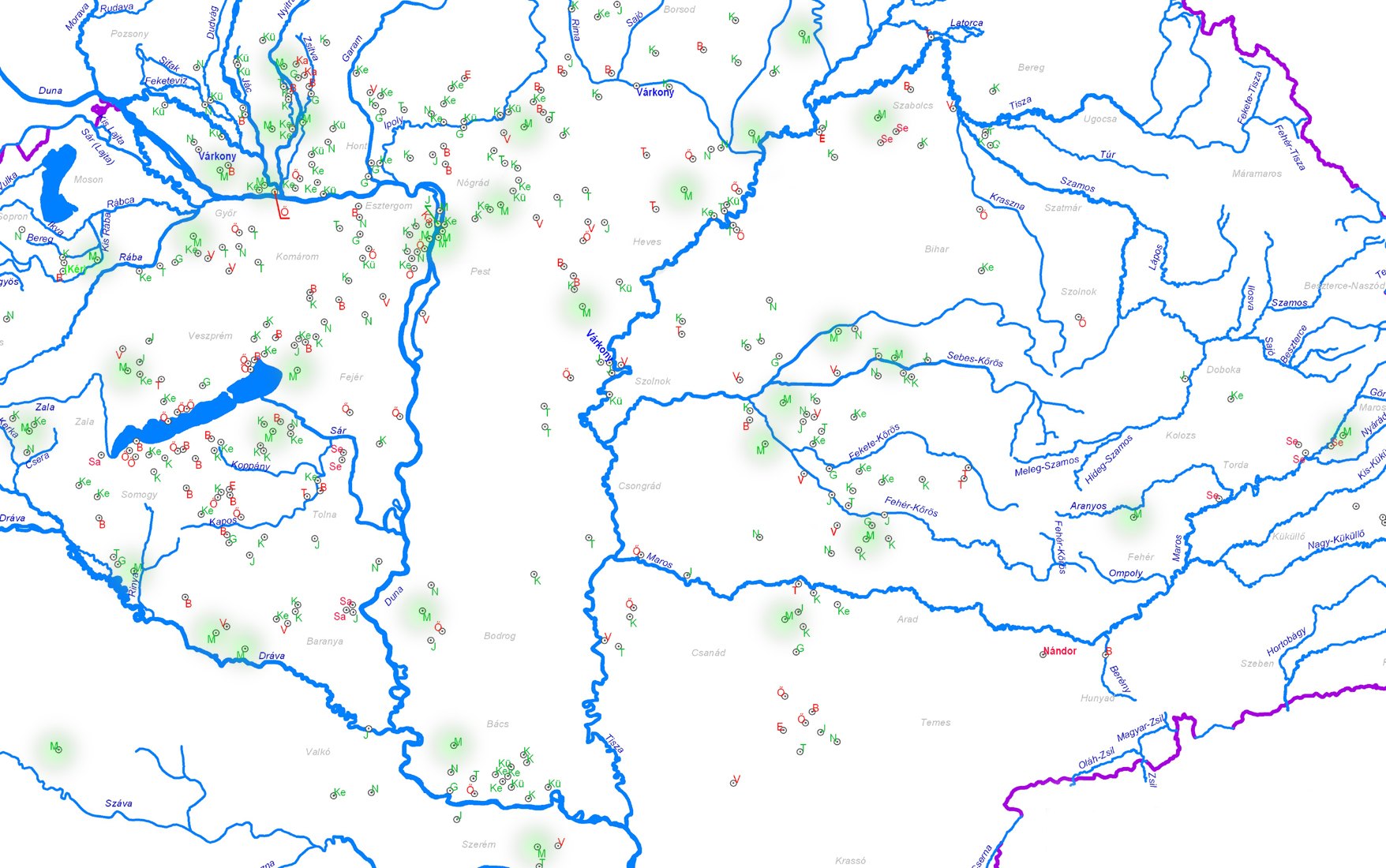
A megyer törzsnév elterjedése

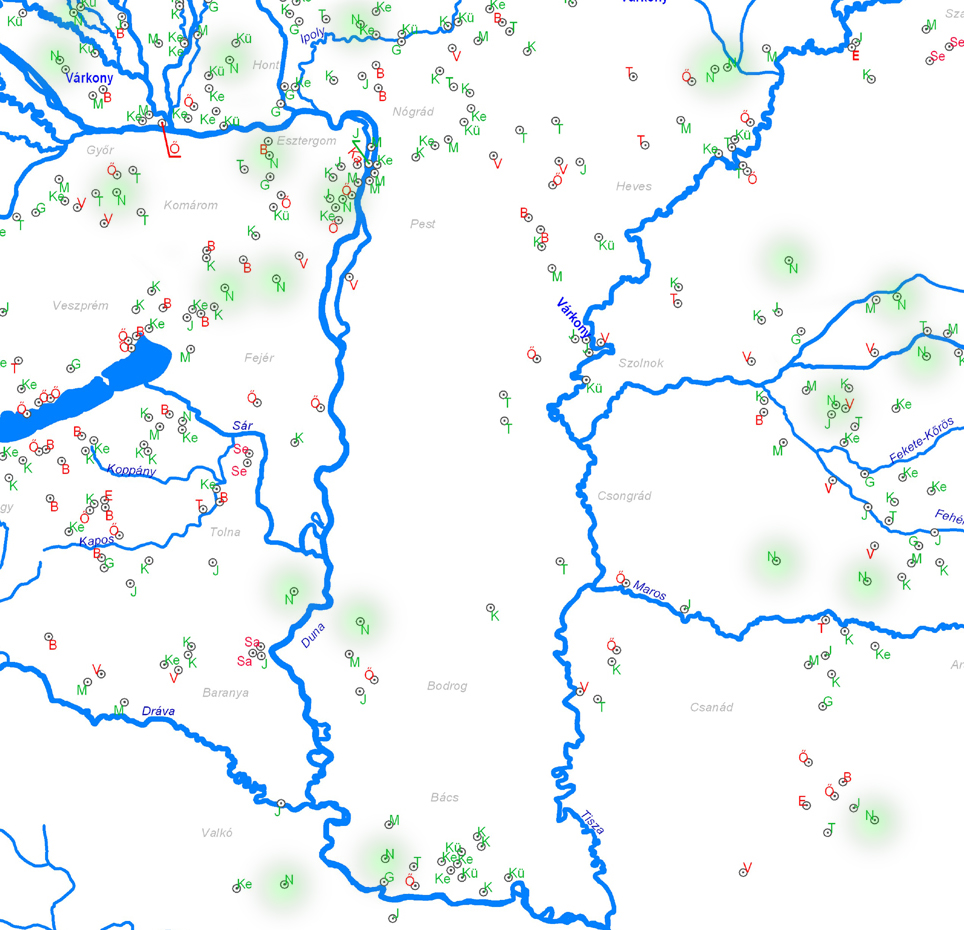
A nyék törzsnév elterjedése

A megtelepedés elfogadott menete és a törzsneves települések előfordulása ellentmondásos, ha azt tételezzük fel, hogy a törzsneves helységek a honfoglalással egyidőben jöttek létre. 892 és 900 között a magyarok nem lépték át a Duna vonalát. A magyarok szövetségese és „munkaadója”, Karintiai Arnulf 899. december 8-án bekövetkezett halála és fia, Gyermek Lajos 900. január 21-i koronázása után a régenstanács – legfőképp Hanno – ellenségessé vált a magyarokkal szemben. Ezért a magyarok csak a következő hadi szezonban, 900 kora nyarán keltek át a Dunán, és foglalták el a teljes Kárpát-medencét (a 899-es portyán csak átvonultak a Dunántúlon). A települések által elfoglalt területek ezzel szemben minden törés nélkül nyúlnak át a Dunán. „E (törzsneves) települések jobbára olyan vidékeken találhatók, amelyek nem a törzsek eredeti szállásmagvai, mert csak ekkor érvényesülhetett a tulajdonnév legfontosabb megkülönböztető szerepe. Ahol mindenki a jenő törzshöz tartozik, ott nem lett volna értelme egy falut Jenőnek nevezni. A törzsneves helységek kirajzásoknak, tervszerű áttelepítéseknek is köszönhetik létüket.”

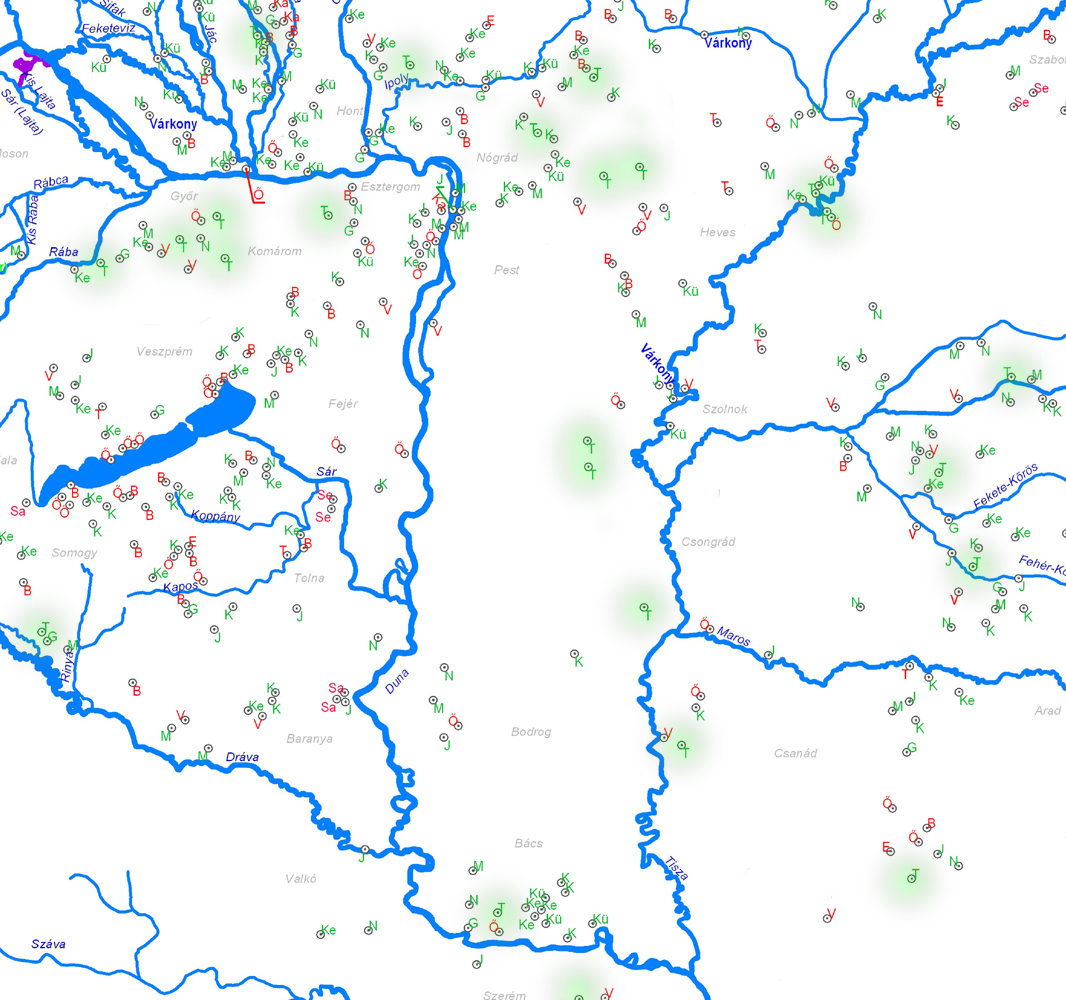
A tarján törzsnév elterjedése

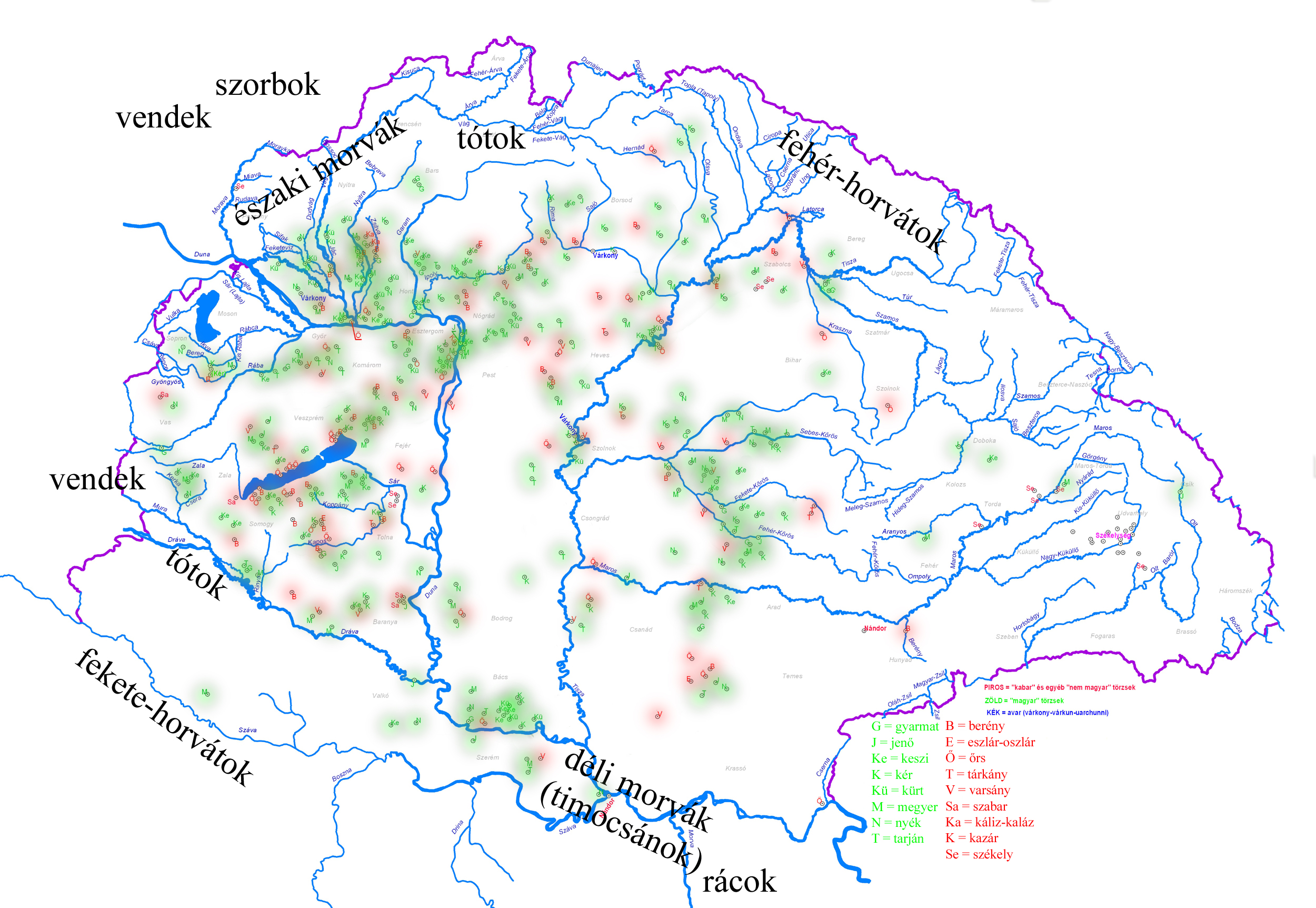
Összesített térkép a törzsneves településekről

Ez pedig azt jelenti, hogy a törzsek honfoglalás kori elhelyezkedéséről, 10. századi helyzetükről a törzsneves helységek valójában semmit sem mondanak, sőt nem mértékadóak a törzsek létszámára vonatkozó becsléseknél sem, melynek független megerősítése, hogy a honfoglalás kori magyar temetők előfordulásának semmi köze nincsen a törzsneves települések előfordulásához. Sőt a későavar temetők lelőhelyei is magyar nevet viselnek – sokszor honfoglalás korit –, pedig itt honfoglaló magyaroknak nyoma sincs. A törzsek első letelepedési helyeire és a kirajzás és telepítés gócaira nem túl sok lehetőség marad: csak Erdély, Máramaros és a Nagyalföld bizonyos részei.

#### A Kárpát-medence etnikai benépesítése
892-900 között lezajlott a honfoglalás. Győrffy György szerint 500 ezer fő jött, Kristó Gyula szerint 200 ezer. A történészek többsége szerint a magyarok első kárpát-medencei szállásterülete a Dés – (Diós)Jenő (Szamosjenő) – Torda – (Maros-)Bogát – Fajsz – Várad – Bihar körzete, vagyis Erdély egy része, a Szamos és a Kőrös vízgyűjtője. Ez a terület mind a keleti kapu (Verecke), mind a déli kapu (Vöröstorony) felől jól megközelíthető, és gyakorlatilag az első útba eső lakható vidék, amely egyébként ekkor legfeljebb gyéren lakott volt, ha nem éppen kihalt. „A régészeti leletek előfordulási helyének és sűrűségének térképezése alapján kiderül, hogy a bronzkor óta Erdély lakott területe fokozatosan összezsugorodik s legkisebb kiterjedését éppen a magyar honfoglalás előtt éri el, tehát nagymérvű elnéptelenedéssel kell számolnunk.”
Az Árpád-kori temetők embertani képe az alábbiak szerint alakul:
- „1. Vezető réteg ca. 25% uralid (vagy europo-szibirid), ca. 50% turanid (vagy europo-mongolid, vagy dél-szibériai, másként alföld-típus, Homo sapiens pannonicus), ca. 10% pamirid (brachicephal europid), ca. 10% anatóliai (Homo sapiens tauricus), ca. 5% kelet-balti.
- 2. A középréteg a vezető rétegtől határozottan eltér, jóllehet a középréteget alkotó rasszkomponensek kisebb arányban a vezető rétegben is megtalálhatók. Ennek a harcos rétegnek leglényegesebb összetevői a mediterrán, a nordoid (ez lehet magas termetű, robusztus mediterrán is) és a pamíri rassz. Nagyon sajátságos jellemző, hogy a turanid és az uráli rassz ebből a rétegből úgyszólván teljesen hiányzik.
- 3. A köznép embertani komponenseit a nagy esetszámú szériák alapján jellemezhetjük. Ha ezeket együttvéve tekintjük, a középréteghez hasonlóan a mediterrán és a nordoid összetevő a legszámottevőbb, de ezenkívül jelentős a cromagnoidok részesedése.”

A mediterrán, nordoid és cromagnoid típusok jelentős száma nemrégiben független igazolást nyert genetikai kutatások révén . Az Eu-18 és Eu-19 férfiágon leszármazó markereket egyértelműen az ún. aurignaci-migráció népességéhez kötik a kutatók. Az aurignaci típusú leletek Európában az i.e. 45 000 és 25 000 közötti időszakban találhatók. A mai Magyarország lakosságának 73%-a hordozza az Eu-18 és Eu-19 markert , következésképp e háromnegyedes többség olyan géneket hordoz, amelyeket minimum 25000 éve Európában lakó emberektől örököltek. A térképen jól látszik a gravetti kultúra hatása, amely Európa közepéből északra szorította az aurignaciakat. (Az Alpok és a Dinaridák körzetében a gravette-i migrációra jellemző géneket lehet ma is találni, és az aurignaci gyakorlatilag eltűnt.)
Az átlagos népsűrűség a honfoglalás korában vitatott, az adatok erősen (akár egy nagyságrenddel is) eltérnek egymástól: a 0,7 fő/km2-től a 6 fő/km2-ig (a Dunántúlon 6-10 fő/km2). Ebből következően a Kárpát-medence teljes lakossága aligha haladta meg jelentősen az 1,5 milliót, a kétmilliót pedig nem érte el, de akár 200 ezres összlakosság is feltehető. Ha azonban a maximális lakosságlétszámot és a minimális honfoglaló létszámot alkalmazzuk, akkor is mintegy 10%-os magyar reprezentáció az eredmény. A szórvány szlávság és a germánok több csoportja mellett csak az összefüggő tömbben élő avarok számbavehetők, következésképp a magyarok semmiképp sem nevezhetők számbelileg jelentéktelennek, és akár a korábbi teljes lakosságszámhoz mérhető létszámmal érkeztek a honfoglaláskor.
Az avar településhálózat a 7-8. században átvészelte a népvándorlás hullámait, és a 9. század végén sűrű faluszerkezetet mutat. A magyar településterületet teljesen lefedően, sőt azon túlmutatóan borítja be a Kárpát-medencét. Nagy kiterjedésű, több ezer síros temetőik azt mutatják, hogy településeik hosszan lakott, állandó falvak voltak. Ezzel szemben a honfoglalás kori magyar temetők kicsik, alig néhány sírral és előfordulásuk gyakorlatilag a nagyállattartásra alkalmas területekre korlátozódik. Nemcsak a 10, hanem a 11. században is előfordulnak későavar halántékkarikák a temetkezésben. A British Museum radiokarbonos kormeghatározásnak vetette alá egy avar sír anyagát, melyet korábban 9. század előttre datáltak. A datálás 969±66 eredményt hozott, sőt a kalibrálás után 11. századi dátumot! Az ópusztaszeri „korai honfoglalók” sírjai 995±35 kalibrálatlan datálást eredményeztek.

#### Településkontinuitás
„…a 895-900 között beköltözött magyarság egy esetben sem vette át korábban itt létező falvak, várak, városok nevét, s a honfoglalás a helységneveket illetően tabula rasa-t teremtett. A régi lakhelye közelében maradt szláv lakosság és elszórt avar-kori onogur-bolgár maradvány népesség csak vízneveket mentett át a 9. századból, melyek másodlagosan falunévvé is válhattak azokon a helyeken, ahol a terület ura településhelyet jelölt ki a községnek.”
Ez a megállapítás nem tekinthető általános álláspontnak, de alátámasztja, hogy nemcsak a római településnevek, de sem egyetlen germán (gót, gepida, longobárd stb.), sem egyetlen avar vagy bármely más etnikum nyelvének maradványai nem mutathatók ki a helynévanyagból, csak és kizárólag a víznevek és – kisebb mértékben – egyes földrajzi nevek őriztek meg honfoglalás előtti nyelvelemet. A római kori latin településnevek kivétel nélkül teljes mértékben eltűntek a helynévanyagból, ami Pannonia teljes elnéptelenedését, illetve a városok időleges megszűnését mutatja, csakúgy mint Dacia esetében. A szorosan vett Kárpát-medencén kívüli területekre kell kitekinteni ahhoz, hogy túlélő latin helynevek legyenek kimutathatók, mint például Siscia-Sziszek, Mettulon-Metlika, Celeia-Celje, Lauracium-Lorch, Lentia-Linz. Györffy György fenti megállapítása a római nevekre is teljesen igazak: településnevek nem folytatódnak, ugyanakkor rengeteg földrajzi név őrizte meg a latin eredetet (Tibiseus-Temes, Arraba-Rába, Savus-Száva, Tisia-Tisza, Marisus-Maros stb.).
A honfoglalás kori települések nem is a korábbiakra települtek rá a legtöbb esetben, hanem valahol a közelében. Pécs városát például sokáig azonosították a római Sopianae településsel, ma azonban már úgy tűnik, a római helység nem Pécs területén lokalizálható, hanem ahhoz – viszonylag – közel. Pécs neve a szlavisztikai érvekben is mindig felmerül. A név azonban jobban párhuzamosítható a „kemence” jelentésű szláv szóval, mint az „öt” számnévvel (bolgár pes-pet, cseh pec-pět, horvát peć-pet, lengyel piec-pięć, szlovák pec-pät’, szlovén peč-pet, szerb pecs-petak) A szláv közvetítésű, kontinuus települést igazolása csak az öt számnévvel lenne lehetséges (az öt honfoglalás előtt is létező templom alapján a várost a 6–7. században Quinque Basilicae, a 8–9. században Quinque Aecclesiae néven nevezték, a város neve németül ma is: Fünfkirchen). Ha Pécs neve valóban a kemence szó származéka, akkor a településfolytonosságra és a szlávok honfoglalás előtti ott tartózkodására semmilyen más bizonyíték nem áll rendelkezésre. Semmi sem igazolja, hogy a többi szláv helységnév (Visegrád, Csongrád, Zemplén, Nógrád, vagy akár a Pest településnevek) szlávból átvett magyar nevek, mert éppígy lehetnek 10–11. századi szláv migrációk települései is. A nyelvészeti feltevéseket eddig még semmilyen régészeti lelet nem igazolta.
A szakaszos települési helyzet nagyjából hasonló Óbudához, vagy mondjuk Szentendre városhoz. Utóbbinak mai területén az Ulcisia Castra nevű római őrtorony állt, és az ahhoz kapcsolódó kisebb település. A mai város a 13. századtól adatolt (városi kiváltságlevele nem ismert, de a legkorábbi időktől városként említik), bár valahol a környékén Árpád-kori település is állt, melynek neve Apurig. Ezt az Apor-ügy, vagyis Apor-patak víznévből származtatják. Csakhogy az Apor-patak helyzetére vonatkozóan négy vízfolyás is szóba jöhet (Sztelin, Öregvíz-Sztaravoda, Bükkös és Dera). Magát a települést még nem sikerült feltárni, helyzetére vonatkozóan elképzelés sincsen, sőt a Dera-patak már a szomszédos Pomáz területén van. Adott tehát a római őrtelep, a köztes Árpád-kori falu és a mai város, melyek azonban csak feltételes módban kapcsolhatók egymáshoz, és nem a település folyamatos fennállását tanusítják, hanem a kedvező földrajzi környezetben időközönként létrejövő, de egymásról mit sem tudó településekét. Ez már csak abból is következik, hogy a római Ulcisia Castra a Bükkös-patak jobbpartján lévő dombon állt, míg a középkori Szentendre városmagja a bal parttól kissé messzebb fekvő Templom-domb, és az azon épített 12. századi Szent András-templom.
A törzsneves településeken kívül egy olyan helynévtípus van, amelyet feltétlenül a 11. század második felénél előbbre lehet datálni, ez pedig a személynévből önállóan képzett településnév. Ilyen a 12. századtól nem fordul elő, ettől kezdve egy települést például nem Fajsznak, hanem Fajszfalvának nevezték volna el. Ez nomád – vagy legalábbis mozgó – telepre utal, hiszen amíg nem állandó helyen található egy-egy közösség, addig a mai nomádoknál sem valahová, hanem valakihez mennek, aki éppen az aktuális helyen tartózkodik. A megszokás egy darabig még működött, így a 11. századi személyneves települések egy jó része már nyilván nem nomád tábor, mint például Csanád vagy Veszprém (továbbra is áll azonban, hogy ha ezek 12. századiak lennének, akkor Csanádlaka vagy Veszprémvára lenne a nevük). Sok ilyen nevű település volt az Alföld peremén (Fajsz, Taksony, Bihar, Becse, Szond, Szabolcs, Vajk, Szalacs stb.), Erdélyben (Torda, Gyalu, Kusaly, Bolya, Kolozs, stb), de elszórtan más vidékeken is előfordul (Somogyfajsz, Marót, stb.). Ezeket a településeket valószínűleg magyarok alapították a 10–11. század folyamán, éppúgy ahogyan a törzsneveseket.
A törzs- és személyneves településeken kívül csak az a néhány település tekinthető kora Árpád-korinak, amely oklevelesen igazoltan István alatt már létezett. Ilyen például Székesfehérvár, Gyulafehérvár, Nándorfehérvár, Buda, Vasvár, stb.
Az Árpád-kori helynevek a legtöbb esetben nem utalnak semmilyen más etnikumra a honfoglalókon kívül (a honfoglalókba mindenképp beleértve a „kabar”-nak nevezetteket is). Ez alól csak néhány várkony és nándor a kivétel. A várkony név származására vonatkozó legjobb etimológia valószínűleg az uar-chunni – varchonita azonosítás. Az uar és a chunni az avarok két törzse, amelyek vélhetően a legnagyobb számosságúak voltak, már csak az alapján, hogy az uar egyúttal az egész avarság névadója. Összesen hét, bizonyosan a honfoglalás korára tehető várkony névelemű helységünk van. A tizenegy darab nándor a nem-szláv dunai bolgárokat jelenti, és előfordulása is oda lokalizálható, ahol a bolgárok fennhatósága egyéb források alapján is feltehető: Szerémség, Bács, Temes, Hunyad, alsó Maros.
Az egyetlen helynév a teljes névanyagban a Nyékvárkony, amely a magyar honfoglalók és valamely más etnikum együttélését bizonyítja, de ennek is magyar neve van. A fentiek alapján úgy tűnik, a Kárpát-medencében – néhány egészen kivételes esetet nem számítva – településkontinuitásról nem lehet beszélni, a várkony és nándor összetételeken kívül ott, ahol a honfoglalás kori településeket megelőző település is volt, folytonosság nincs. Ez gyakorlatilag azt jelenti, hogy szilárd államisággal nem rendelkező terület volt, gyér lakossággal, melynek többsége nem szláv, hanem avar, délen pedig bolgár. A Kárpát-medencében a honfoglaláskor szláv lakosság nem volt, városi lakosság úgyszintén nem volt, ahogy nagyobb vagy jelentősebb település sem. Következésképp a magyarok itt politikai vákuumba hatoltak be, és államisággal csak a Szerémségben és a Morva-medencében találkoztak – bár ez utóbbit is csak egyéb forrásból, nem történeti földrajzi elemzésből lehet látni –, hiszen ahol nincsen település-struktúra, ott nincs államiság sem, nem létezhet államszervezet, irányító réteg, adózás, kereskedelem, stb.

### Árpád kor közepe – 1000-1242

#### A Kárpát-medence politikai és gazdasági egysége
Természetföldrajzi, politikai és gazdasági szempontok alapján hamarosan kialakult a megyerendszer, Magyarországon elsődlegesen az egyházmegyék szervezete. A megyehatárok elsősorban a domborzat és vízrajz adottságai alapján létesültek, ahol a határokat általában hegygerincek, vízfolyások alkotják. Politikai okok is közrejátszhattak, a hódoltatott tartományok eredeti kiterjedése alapján (ezek az eredeti határok is többnyire természetföldrajzi adottságokra vezethetők vissza). Pénzügyi igazgatási rendszer is létrejött a bányák, kereskedelmi útvonalak, mezőgazdasági területek alapján.
A regionális munkamegosztás, a gazdasági térszerkezet területi egységeinek több évszázadon át tartó kialakulása az Árpád-korban kezdődött. Kirajzolódtak a természetföldrajzi potenciálhoz kapcsolódó gazdasági térségek, ezeken belül a fejlődés perifériális és magterületei. A feudalizmus korai szakaszában, a 10–13. században mezőgazdaság mellett már a kialakult a bányaipar, a kohászat és a fémfeldolgozás is. A bányaipar a kapcsolódó feldolgozó ágazatokkal a természeti erőforrások térbeli elhelyezkedésének megfelelően a hegységkeret folyó- és patakvölgyeiben és kismedencéiben épült ki. Kezdetben a korábban itt élt népek által kialakított bányahelyeken indult meg a termelés. A központi medencék egy évezreden át alapvetően az élelmiszer és mezőgazdasági nyersanyagtermelés, a hegységkeret a bányászat, az ipar és az erdőgazdálkodás régióivá váltak. A bányászat az értéktermelés és az export volumene alapján Magyarország gazdaságtörténetében a 16. századig kiemelkedő jelentőségű ágazat. A korszakban a Magyar Királyság Európa és egyben a világ egyik legfejlettebb bányászati nagyhatalma, a nemesfém- és réztermelésével az amerikai lelőhelyek felfedezéséig első helyen állt a világon. Magyarország az Árpádok, majd az Anjou-királyok korában elsősorban a nemesfém kivitelével kapcsolódott be a nemzetközi munkamegosztásba.
A középkori Magyarország sóbányászata és kereskedelme igen jelentős volt: a belső szükségletek kielégítése mellett a 12. század második felétől már kivitelre is termelt (pl. Morvaországba exportáltak). A sóbányászat az Erdélyi-medencében összpontosult. A sóbányászat két legnagyobb korai központja Dés és Torda. A Nagy- és Kis-Szamos összefolyásánál épült Dés fogta össze a helyi és környékbeli sóbányák (például Désakna) termelését és a kitermelt só kereskedelmét. A sóbányászat királyi monopólium volt, a kamara felügyelete alatt állott. Létrejött egy, a szállítási, raktározási és értékesítési feladatokat ellátó szervezet. E szervezet Belső-, Közép- és Külső-Szolnok vármegyéket foglalta magában. Belső- és Közép-Szolnok sóbányáiból a Szamoson és a Tiszán szállították a sótömböket az alföldre, ahol Szolnok, a korabeli Külső-Szolnok vármegye székhelye volt sóraktározás és kereskedelem központja. Désről Szolnokra nemcsak vízi úton szállították a sót, hanem szekerekkel is. Már a 11. században létezett a híres „sószállító út”, mely Dést a Szilágyságon és a Tiszántúlon keresztül Szolnokkal kötötte össze. A tiszai átkelőhelyek közül Tokaj és Szeged ugyancsak a kamarai sókereskedelem központjai voltak. Az erdélyi sóbányászat a korban világszínvonalon állt, amit az is jelez, hogy a Krakkó környéki sótelepek kitermelésére erdélyi bányászokat telepítettek a lengyelországi Wielickába. Ennek emlékét őrzi Kinga hercegnő (IV. Béla lánya, V. Tiszta Boleszláv felesége) gyűrűjének legendája.
Az arany- és ezüsttermelésünk a hegyvidékek területén koncentrálódott, bányavidékeket alkotva. Négy jelentősebb aranytermelő körzetünk: az Erdélyi-érchegység, a Garam- és mellékvölgyei (Alsó-Magyarország), a Gömör-Szepesi-érchegység, Eperjes-Tokaji hegység (Zempléni-hegység), Felső-Magyarország és a 13. században feltárt szatmári aranyvidék. Ezeken kívül kisebb bányahelyek is kialakultak (pl. Nagybörzsöny, a Bihar-hegységben Belényes stb.).

#### A település-szerkezet változása Istvántól Lászlóig
A vár- és erődítményépítés helyét a felszíni kisformák, a kőzetminőség és a hidrogeográfiai adottságok determinálták (pl. mészkőszirtek, vulkáni kúpok, dájkok, neckek, folyami teraszok, az alföldi területeken az ármentes felszínek, a folyóvizek, a tavak, a lápok és mocsarak stb.). A domb- és hegyvidéki tájakon a legkedvezőbb védelmi pontok (morfológiai képződmények) kiválasztása mellett fontos volt a várfalakon belül az ivóvíz, az építőanyag (mészkő, andezit, keményebb vulkáni tufák), az épület- és tűzifa a környező területekről biztosítása. Az alföldi várak a folyótorkolatokban, mesterségesen magasított térszínen, továbbá a lápok és mocsarak peremén épültek (Gyula, Nagyecsed, Szolnok, Tokaj Temesvár stb.) jobbára a helyben fellelhető építőanyagok (tégla, rönkfa) felhasználásával.
Az első erődített helyek az ún. földvárak voltak. Viszonylag kevés volt belőlük, ami következik abból, hogy a tehetősebbek saját költséggel építették, a Kárpát-medencén belüli nyersanyagforgalom még nem épült ki, jobbágyrendszer – vagyis robotra fogható paraszti réteg – nem alakult ki. A földvárhoz a korai időkben nem csatlakozott település.
A települések helyének kiválasztása kezdetben a mezőgazdasági szükségletek alapján történt. Az állattenyésztés és földművelés különböző természetföldrajzi adottságokat követelt. Nem valószínű az a folyamat, hogy a vízparti településeken halászat alakult ki, sokkal inkább az, hogy a halászok vízpartra telepedtek. Nincsen olyan tevékenységi kör, amelyet a honfoglalók ne magukkal hoztak volna, a szlávoktól átvett mezőgazdasági elemek nem régészeti tények, csak a történettudomány legendái. Régészeti és írott forrásos bizonyíték is van arra, hogy a magyarság már Etelközben földet művelt, épített házakban lakott, a szőlőtermesztést is ismerték, valamint az istállózó állattartást és a takarmánynövényeket. Következésképp a legelső települések már az élelemtermelő foglalkozások szükségletei alapján jöttek létre. Ez már a törzsneves települések térképére tekintve is első pillantásra látható: egy nomád nép nem telepedik le ilyen rövid idő alatt a nomadizálásra teljesen alkalmatlan helyeken, mint például a középhegységek.
Mindemellett jelentős szerepet kellett kapjon bizonyos vidékeken a mobil-település, melyek alkalomszerű, idényszerű vagy hosszabb-rövidebb ideig fennálló, de mindenképp mozgó, helyváltoztató telep. Még ebben sem csak a jurta volt az egyetlen lakhely, a legalább néhány éves időszakra megtelepült lakosság alapozás nélküli faházakat is épített. Ezeket váltotta fel a földház és a – szintén alap nélküli – téglaház. László Gyula felgyői ásatásai világosan megmutatták a honfoglalás kori települések állandó jellegét.
I. István törvénykezése azt mutatja, hogy a települések többsége ekkor már állandó jellegű, bár könnyen mobilizálható. Egyes erdőrészek kiirtása, a legelők és szántók kimerülése, nagyobb katasztrófa (árvíz, tűzvész) esetén egy-egy teljes falu odébbköltözhetett néhány völggyel, dombbal. A hétfalusi csángók nagyjából hasonló módon kerültek a Kárpát-medencén kívül egy későbbi korban, amikor már joggal gondolhatnánk a település abszolút állandóságára. Csak I. László korából származik az a törvény (1:19), miszerint a település nem hagyhatja el en bloc a templomát, de ez sem zárja ki, hogy a templom körzetén belül vándoroljon, csak azt, hogy nagyobb távolságba költözzön.

#### Városodás és városiasodás
A városkezdemény majdnem minden esetben természetesen a falu, kivételt csak a direkt városnak alapított, és telepített lakossággal rendelkezők képeznek. „A középkori falu régészeti kutatása mintegy ötven-hatvan éve indult meg (…) 9–11. századi temetőt vagy 1600–1800 helyről ismerünk, de települést Felgyő előtt egyetlenegyet sem!” Szomorú megállapítás, és még inkább az, hogy a helyzet mára sem lett sokkal rózsásabb e téren. Így aztán a magyar falu honfoglalás kori állapotát illetően meglehetősen homályosak az ismeretek, és az is jórészt László Gyula felgyői ásatásain alapul. Ez az ásatás azonban önmagában is megváltoztatta a faluról alkotott képet, hiszen elsőként mutatta ki, hogy a magyarok már ekkor használtak téglát az építkezéshez, de fából is állandó építményeket ácsoltak. A körülárkolt jurta nyilván szintén nem mozgó lakhely.
Az európai városodás kialakulásának általános alapfeltétele a mezőgazdasági termelékenység növekedése, a terményfelesleg ugyanis elengedhetetlen feltétele a városi életforma fenntartásának, az élelemtermelésben közvetlenül részt nem vevők ellátásának. Másfelől azonban a városi termékek felvételére alkalmas vevőrétegnek is létre kellett jönni. A 13. századi winchesteri püspök igen jól művelt földjein a búza és az árpa a vetőmag 3,8-szeresét hozta, a zab 2,4-et, a két évszázaddal későbbi 11–15, illetve 7–9 aránnyal szemben. A kor angliai kétnyomásos technikájú mezőgazdasága nagy területet és sok munkáskezet igényelt. A 11. században a Saint-Germain-des-Prés apátság legjobb földjein is csak kétszáz liternyi vetőmagot vetettek hektáronként. Ezután mindössze 800–1000 liternyi termést takarítottak be. Azaz a háromnyomásos műveléssel együtt is alig érték el a 4–5-szörös terméshozamot, és ami fontosabb, a hektáronkénti 1000 literes termésmennyiség elenyészően kicsiny. A városok ellátására alkalmas terményfelesleg tehát még a fejlettebbnek titulált Nyugat-Európában sem garantált a 11. században. Magyarország oly gyorsan hozta be lemaradását e téren, és olyan természeti előnyökkel rendelkezett, hogy már a 12. században nagy népességű városok jöttek létre a szintén magas lélekszámú falvak mellett.
A városok elsősorban valamilyen funkció ellátására jönnek létre, akár spontán, akár tervezett módon: közigazgatási központ, vásárváros, bányatelep, katonai bázis, iparosodott vidékek, stb. Ebből a szempontból háromféle városfejlődési modellt különböztethetünk meg: civitas (egyházi központ), burgus (várak) és portus (kedvező földrajzi elhelyezkedés, szó szerint „kapuváros”, vagy kikötő).
A protourbánus települések másik csoportosítása szerint a civitas minden királyi-, egyházi- és vármegyei központ megnevezése, melyben nem a gazdasági jelleg a meghatározó, hanem adminisztrációs, katonai és egyházi központok. Ezek mellett pedig a „vásároshelyek” tekinthetők városkezdeménynek, melyek kereskedőhelyek és ipari szolgáltatást végzők központjai. Ezeknél a lakosság nem feltétlenül szabad jogállású, az iparosréteg az eredeti, kereskedőközpont köré települ.
Mindezeken felül a középkorban városnak azt lehet nevezni, amely településnek városi privilégiumai is voltak. A városodás folyamatában a település adminisztratív központtá válik, majd a városiasodásban a település képe is városias lesz, melynek legszembetűnőbb eleme a városfalak és erődítmények megjelenése.
A privilegizálás lehet egyszeri aktus, és lehet apránként kialakuló kiváltság-rendszer. Ez utóbbinak alapját képezhették a hospeseknek tett engedmények, melynek folyamán először libera villa (szabad falu) alakul ki. Ennek szabad költözködési jog, választott elöljárók, bizonyos mértékű ítélkezési jog („kisebb ügyek”, mai terminológiával talán a polgári jognak felel meg), a telkekre terhelt járadékok, szerződésszerű, tételes járadék-kötelezettség, és néha a vásártartás joga a jellemzője. A szabad falvak előtt két további út állt: vagy jobbágyfaluvá váltak, vagy előbb-utóbb igazi várossá. Szabad falvak Nyugat-Európában elsősorban a Mark-közösségből alakultak ki, s mint ilyenek, a feudalisztikus fejlődésnek egyik állomását képezik. A magyar szabad parasztság azonban az erőszakos letelepítések folytán nagy arányban vált függő jogállásúvá, így a libera villa spontán magyar verziója gyakorlatilag ismeretlen.
Az első adományozott városi kiváltságok is hospesekhez kötődnek, a 12. század elején Székesfehérvár iparos és kereskedő latinus telepesei kaptak kollektív privilegiumot III. Istvántól (ezt egy 1237-es hiteles átiratból ismerjük). Ezek a kiváltságok később mintaként szolgáltak több más városi privilegizáláshoz, és ezt nevezték „fehérvárjognak”.
Tartalma szerint szabad bíró- és esküdtválasztást, a kisebb és nagyobb ügyek önálló intézését, valamint a város kereskedőinek országos vámmentességét biztosította. A 13. századtól az egyszerű árutermelés színvonala már több város eltartására biztosított lehetőséget: II. András Esztergom és Zágráb latinusait kiváltságolta, IV. Béla Pest, Selmecbánya, Nagyszombat, Radna, Beszterce, Szeben és Brassó településeknek adta meg a városi jogot a tatárjárás előtt. A tatárjárás utánról 12 kiváltságlevél ismert, valamint későbbi hiteles átiratokból és másolatokból még négyről biztos, hogy Béla kiváltságolta (1. Bábaszék, Beregszász, Besztercebánya, Dobronya, Késmárk, Korpona, Körmend, Liptó, Németlipcse, Nyitra, Pest, Zólyom; 2. Désvár, Lőrincbánya, Sárospatak, Szeged). Ezek egy részét védelmi célok indokolták, más része az árutermelés számára kívánt piacot (nemcsak piachelyet, hanem felvevő és eladó) teremteni. Az új városi polgár-réteg politikai és gazdasági támasza is volt a királyi hatalomnak.
A fenti általánosítást kissé szűkíteni szükséges: a 12–13. századi városoknak – Székesfehérvár, Sárospatak, Esztergom, Galgóc és Dés kivételével – semmi közük nincs a vásárvonalhoz, bár még a kivételként említett Dés is csak véletlenül van ennek közelében, mivel inkább bányatermékek átrakodóhelye volt, sőt saját bányával is rendelkezett (Désakna). A kereskedelmi célzatú telepek városi jogot csak a tatárjárás előtt kaptak, amely közvetve mutatja, mennyire visszavetette Magyarország 13. századi fejlődését ez a kétéves intermezzo. E térképen jelölt városok részben kapuvárosok, fontos szorosokat, átjárókat ellenőriztek – a Felföldön a lengyel határ közelében az Árva és a Vág völgye (három város a tatárjárás után), a Kelet-Erdélyt szegélyezők (három város a tatárjárás előtt), valamint Körmend és Zágráb. Az ezen belüliek leginkább bányavárosok. Ugyanakkor a felsorolás azt is jelzi, hogy a városi privilégiumok önmagukban még nem elegendőek a városfejlődéshez: igen sok, ma már teljesen ismeretlen település is van első városaink között, melyek nem tudtak élni az alkalommal, vagy nyersanyagaik kimerülésével elnéptelenedtek, vagy az Árpád-ház kihalása körüli idők rablólovagjainak estek áldozatul.
A kereskedelem a honfoglalástól még jó ideig „idegenek” tevékenysége volt, akik messze földről jöttek ide áruikkal, majd vitték el a magyar termékeket. A magyarok amikor kereskedni akartak, Prágába, Kercsbe mentek a helyi vásárokba. Székesfehérvár kereskedői voltak az első kiváltságosak, és ez már legalább kétszáz éves távlatban van a honfoglalástól. A kereskedővárosok eleinte csak lassan terjedtek, és csak a 14. századtól tesznek szert igazán nagy jelentőségre.
Ez időben a hospesek már nem önkéntes beköltözők (bevándorlók), hanem egy tömbben telepítettek, s mint ilyenek, magukkal hozták saját hazájuk jogigényeit, így kiváltságolásuk már nem feltétlenül a fehérvárjog alapján történt, hanem a 13. században a magdeburgi, a 14. században a nürnbergi jog mintájára. Egész „jogcsaládok” alakultak ki. Ezek egy-egy mintára adott kiváltságok alapján a fehérvári, budai, selmecbányai, szepesi, korponai, nagyszebeni és zágrábi jogok voltak.
A kiváltságolásban közös, hogy egyházi, világi és közösségi privilégiumokat tartalmaz. Hol az egyik, hol a másik kiváltság hiányzik, néha újabbak is keletkeznek, de általában az alábbiak:
- önigazgatás és bíráskodás – választott esküdtek és bírák, kisebb és nagyobb ügyek intézése, pallosjog, fellebbviteli ügyek curialis intézése, immunitas, városi önkormányzat (tanács, magistratus), közügyek intézése és adószedés;
- a helyi plébános választásának joga, szabad tized-szedési jog, exemptio;
- városi (közösségi) földtulajdon, közösségi nemesi jog, nemesi földek birtoklása, nincs földesúri függés, csak közjogi, gazdasági kedvezmények, mint a közösségi adófizetés, árumegállítás, vámmentes kereskedelem (helyi, országos, regionális), ingó- és ingatlanvagyon szabadsága.

#### Etnikum-változások, népesség – a tatárjárás és következményei
A 13. századig folyamatosan nőtt a népesség, mely alatt keveredés, betelepülések mentek végbe. A 12. században hospesek telepedtek be a Szerémségbe, szászok Erdélybe, a bajorok és svábok a Szepességbe. Nem mindig olvadtak be a lakosságba és gyakran kiváltságokkal rendelkeztek. Északon és délen a tótok (szlovákok és szlovének), szórványosan a kálizok, a besenyők, a kunok, Erdély déli részén az oláhok (mai románok), ezenfelül a franciák, vallonok, flamandok, taljánok, teutonok és a zsidók. Az idegen népelemek betelepülése azonban a 10. században még csak a Géza és István által behívott és alkalmazott, szinte kizárólag bajorokból álló németségre korlátozódik. Ezek gyorsan asszimilálódtak – úgy a nemesség, mint a közrendűek – és szórványként telepedtek le.
A Kárpát-medence kora-Árpád-kori település-szerkezetét jól jellemzi Erdély. Ebben az időben „a bükk- és fenyőerdők zónáját kivéve mindenütt sűrű egymásutánban sorakoztak már a 12. század végén a magyar telepek, s ha lélekszám tekintetében természetesen nem is érték el a mai állapotot (…), az erdélyi medence belsejében a ma is meglévő magyar falvak a XIII. századra már tekintélyes többségükben kialakultak.” Vagyis a település-szerkezet a 13. század óta gyakorlatilag változatlan, néhány elhagyott és néhány újabban alapított települést leszámítva. Ebben csekély számú magyar betelepedés, és szintén góchoz nem köthető, szórványos idegen népesség regisztrálható. A 11-12. században Erdélyben négy darab „-németi”, két darab „-oroszi” és egy darab „-tóti” helynév árulkodó, más idegen elem nincs. Ebben a korban még nincs telepítés, csak önkéntes bevándorlók.
A 12-13. században a szászság (saxoni) az első olyan nem-magyar népelem, amely nagyobb összefüggő tömböt alkotva telepedett meg. A beköltözés több részletben történt, nemcsak szászok, hanem teutonok, flandriaiak és vallonok is voltak köztük, de hamarosan egységesen „szász”-ként emlegetik őket. Az elsődleges erdélyi szász településterület összefoglaló neve „Altland”. II. Géza (1141-1162) Nagyszeben környékére és az Olt völgyébe telepít, melyet a 12-13. századi megyebeosztás is tükröz. A korabeli szász székeket körbeveszik a Fehér megyéhez tartozó városkörnyékek, melyek a szász székeket közigazgatásilag mintegy elszigetelik, illetve ezek szigetként alakulnak Fehér megyében, és a megyétől független státuszúvá válnak. Még a 12. században következett a második betelepedési hullám, amelyben Nagysink, Szerdahely, Kőhalom és Szászváros körzetei népesülnek be.
Az oláh betelepedés csak a 13. század elején indul az Olt balpartján, Fogaras környékén, Dél-Hunyadban (Hátszeg környéke). A 13. században a kunok elleni határvédelem vált feladatukká. Az első hiteles oklevél, amely a Fogarasvidéken oláhokat említ, 1222-ből származik.
A tatárjárás azonban olyan helyzetet teremtett Magyarországon, amely a Kárpát-medence további történetét alapvetően befolyásolta, az etnikumok arányait és a település-szerkezetet is visszafordíthatatlan módon szabta át. „A tatárjárás közvetlen áldozatain, a csatatéren elesetteken, a kardélre hánytakon és az elhurcoltakon kívül legalább ugyanennyire tehető a másodlagos következmények nyomán elhunytak száma. Magyarországon soha nem látott éhínség támadt. 1241-ben az ország nagy részén nem volt aratás, 1242-ben elmaradt a vetés, 1243-ban pedig az első termés java részét sáskajárás pusztította el. A marhaállomány zömének pusztulására abból következtethetünk, hogy az ásatásokból ismert régi kis termetű szarvasmarha a 13. század derekától eltűnt, hogy a kunok által behozott fehér-szürke (…) marhafajtának adja át a helyét.” „… a tatárok kimenetele után többen haltak éhen, mint ahányat fogságba hurcoltak, vagy karddal öltek meg.”
A fentiek már önmagukban is elegendőek ahhoz, hogy a települések egy részének pusztulására következtessünk. Azon helyeken, ahol a tatárjárást megelőzően és utána is ismertek a települési viszonyok, a településpusztulást közvetlenül lehet érzékeltetni. Nagynyárád 1240-es határbejárása alkalmával tizenegy szomszéd falu lett felsorolva, ez a tatárjárás után hat (45%-os pusztulás). A mai Újvidék helyén álló falu határában nyolc település volt, amely 1243-ban háromra csökkent (65%). Szemlak község húsz településsel volt határos, amelyből csak négy maradt lakott hely (80%). A településnevek sok helyen dűlő-, vagy egyéb földrajzi név formájában maradtak fenn, többnyire a „-puszta”, „-telek” és „-egyháza” utótagokkal ellátva. Később ezen települések egynémelyike újra népesedett, így (Kiskun-)Félegyháza, Halásztelek vagy Fenékpuszta települések esetében biztosak lehetünk abban, hogy a tatárjáráskor elnéptelenedett és később újratelepült községről van szó.
Az ország egy részében szinte semmilyen pusztulás nem mutatható ki, és tudjuk is, hogy arra nem jártak a mongol hadak. A mongolok útjába eső területeken sem azonos mértékű a romlás, három széles sáv mutatható ki. Batu útvononala az első: Vereckétől Dél-Zemplén, Dél-Borsod és Dél-Heves síkságain keresztül Pestig. Orda északi hadteste Dél-Nyitrában, Északkelet-Komáromban. A dunántúli hadiutak mentén pedig Somogy–Tolna–Baranya, valamint Győr-Sopron vonalakban. A mongol hadak itt tartózkodására pedig óriási elnéptelenedett foltok utalnak a Duna-Tisza közén, a Tiszántúlon, a Szamos és a Maros partjain. „Ez a vész, ez a pusztulás, ez a romlás foglalta el kétnapi járóföldre az utakat… és úgy feküdtek a testek a földön, mint a legelésző marhák…”
A tatárjárás után már nemcsak a településeket vették számba a birtokösszeírások alkalmával, hanem azt is, hogy ezeken kívül hány faluhely (sessio villae) tartozik oda. Nána ispán, amikor a margitszigeti apácáknak adta birtokait, huszonnégy birtokából csak három volt villa jelölésű, míg a többi csak terra. Ugyanakkor a népesség fogyására a pusztásodás mértékéből nem lehet következtetni, mivel teljesen felhagyott települések túlélő népessége más községekbe telepedhetett. Viszont a mongolok még a menekülteket is üldözték és lépre csalták: „Elfogtak némelyeket, akik az erdőkben rejtőzködtek, és szétküldték őket azzal a hírrel, hogy aki hűségükre megadja magát, annak bizonyos határideig megadatik a biztonságos hazatérés lehetősége.” A hazatérteket kirabolták és legyilkolták, vagy megvárták, míg azok betakarítják a termést, és aztán rabolták ki és gyilkolták le.
A magyarországi etnikumok számarányának alakulásában ez a legjelentősebb esemény, amelyhez a török megszállás majdnem kétszáz éve sem hasonlítható. Míg a 12. században és a 13. első felében a gyéren lakott helyekre túlnyomó részben magyar jobbágyokat telepítettek, mert a népesség és a népszaporulat már erre is elegendő volt, ez a folyamat a 13. század második felében megállt, és a korábbi gyepűket, valamint a tatárjáráskor elnéptelenedett helyeket már elsősorban külföldről telepített hospesek vették birtokba. A szászok és oláhok első szervezett telepítése erre az időre tehető, sőt ekkor kerültek egy tömbben keletre a székely gyepűőrök is. Györffy György számítása szerint 1241-42 években a magyar népesség 50%-a pusztult el közvetlen, vagy közvetett módon. „Miután pedig Batu, a nagyobbik úr, a Kaput birtokába vette, elkezdte a városok felégetését, és kardja nem kímélt sem nemet, sem életkort…” „Több mint egy évig tartózkodott ebben az országban (Batu), miközben kegyetlenül gyilkolta a népet, és istentelen módon pusztította a városokat.”
IV. Béla a későbbi invázió megelőzése céljából egyfelől diplomáciai tevékenységbe kezdett, másfelől azonban erőteljes védelmi programot indított el. Védelmi beruházásokra kötelezte hűbéreseit, földadományait várépítési kötelezettséggel terhelte meg, és újabb, védelmi szempontból fontos településeknek adományozott városi kiváltságokat. A várépítésre hajlandó nemességet alkalmas helyek adományozásával, és a vár ellátására szolgáló uradalmakkal jutalmazta, amelyek később „váruradalmakká” váltak. A települések lakosságát jobban védhető helyre telepítette, vagy erődítményekkel látta el, amelyre Budapest a legjobb példa, hiszen egyfelől Pest városában felépítette a belső városfalat, de emellett a budai oldalon a vár építését és a vár körüli város fejlesztését is megkezdte (Buda nem más, mint Pest védelme). „… Ezután építették fel a szepesiek Lőcse városát, hogy attól fogva megvédje őket az ellenségtől.” A kortársak is rögtön felfogták a nagy vész szomorú okát: „… pusztították az ország további részeit, a lakosokat megölték vagy elűzték. Mindezen nem kell csodálkoznunk, mert Magyarország-szerte alig akadt fallal megerősített város vagy szilárd erődítmény ”. Béla szabadságjogokat és birtokokat adományozott mindenkinek, akiben trónja támaszát látta. Így például három bolondóci várjobbágyot felszabadított, mert „öröklött földjükön emelkedő, közönségesen Dánoskőnek mondott hegyet saját költségükön megerősítettek” (1245. szeptember 3.). IV. Ince pápa 1247. február 4-én kelt, Bélához intézett levelében is a várépítésre buzdítja őt, amivel nyitott kapukat döngetett. Erőfeszítéseit sikeresnek nevezhetjük, hiszen a sokáig késő, de végül mégis megérkező második mongol inváziót IV. László könnyűszerrel verte vissza.
A tatárjárást követő évszázadban alakult ki a Kárpát-medence későbbi jellemző etnikai képe és településszerkezete. A későbbi – nagynak nevezett – bevándorlási hullámok ehhez képest jelentéktelenek voltak. A török időkben, főleg a 17. században például nagyszámú délszláv jelent meg az akkori török határok közelében, majd a törökök visszaszorításával párhuzamban a 18. században (horvátok, rácok, dalmátok, baranyai bosnyákok, tótok – ez utóbbiak ekkor a déli tótok, vagyis a szlovének). Ezek az etnikumok sosem váltak olyan jelentős népesség-alkotóvá, mint a korábban nagy számban betelepített szászok és oláhok.